# Klaipėda

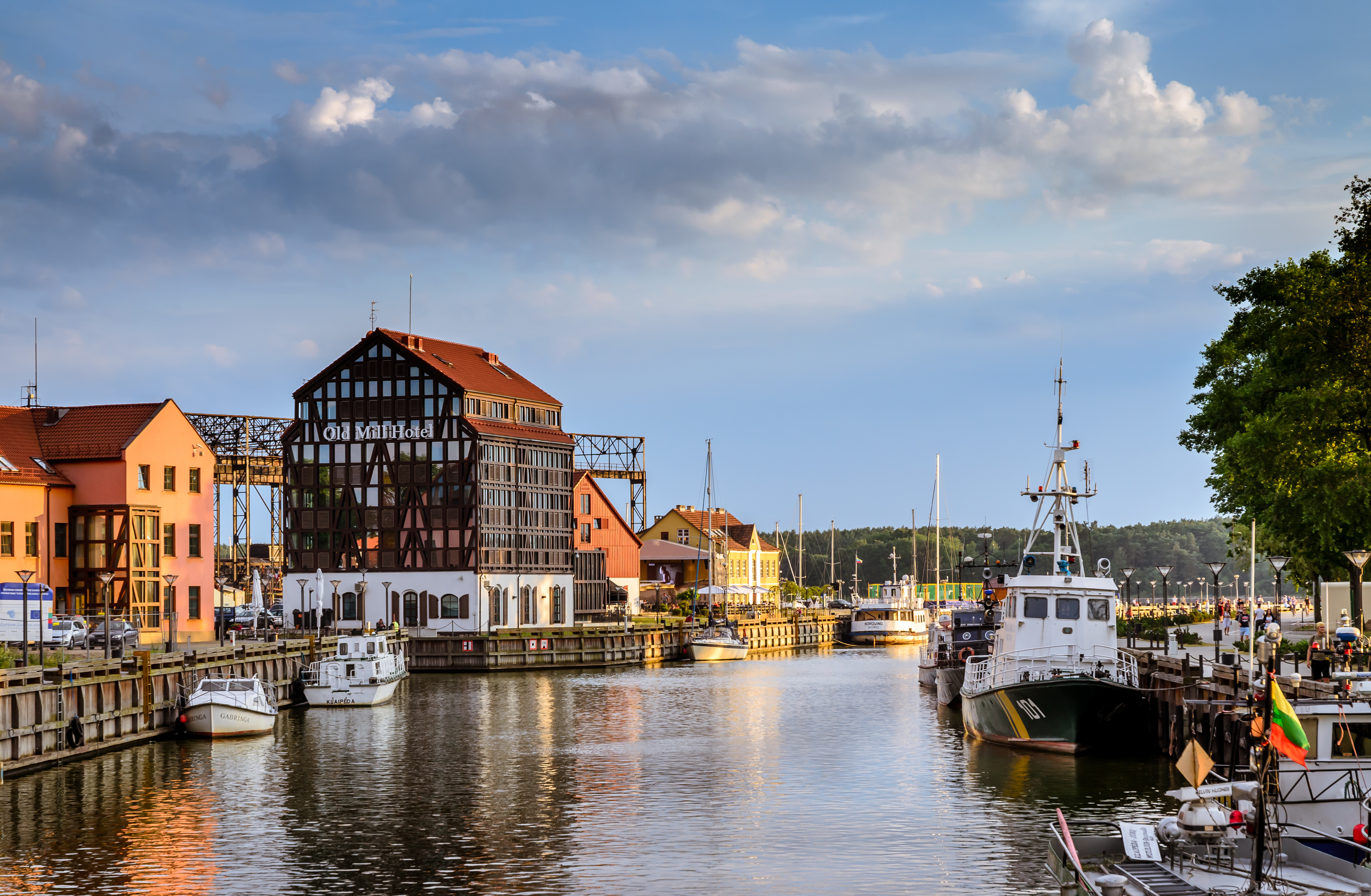

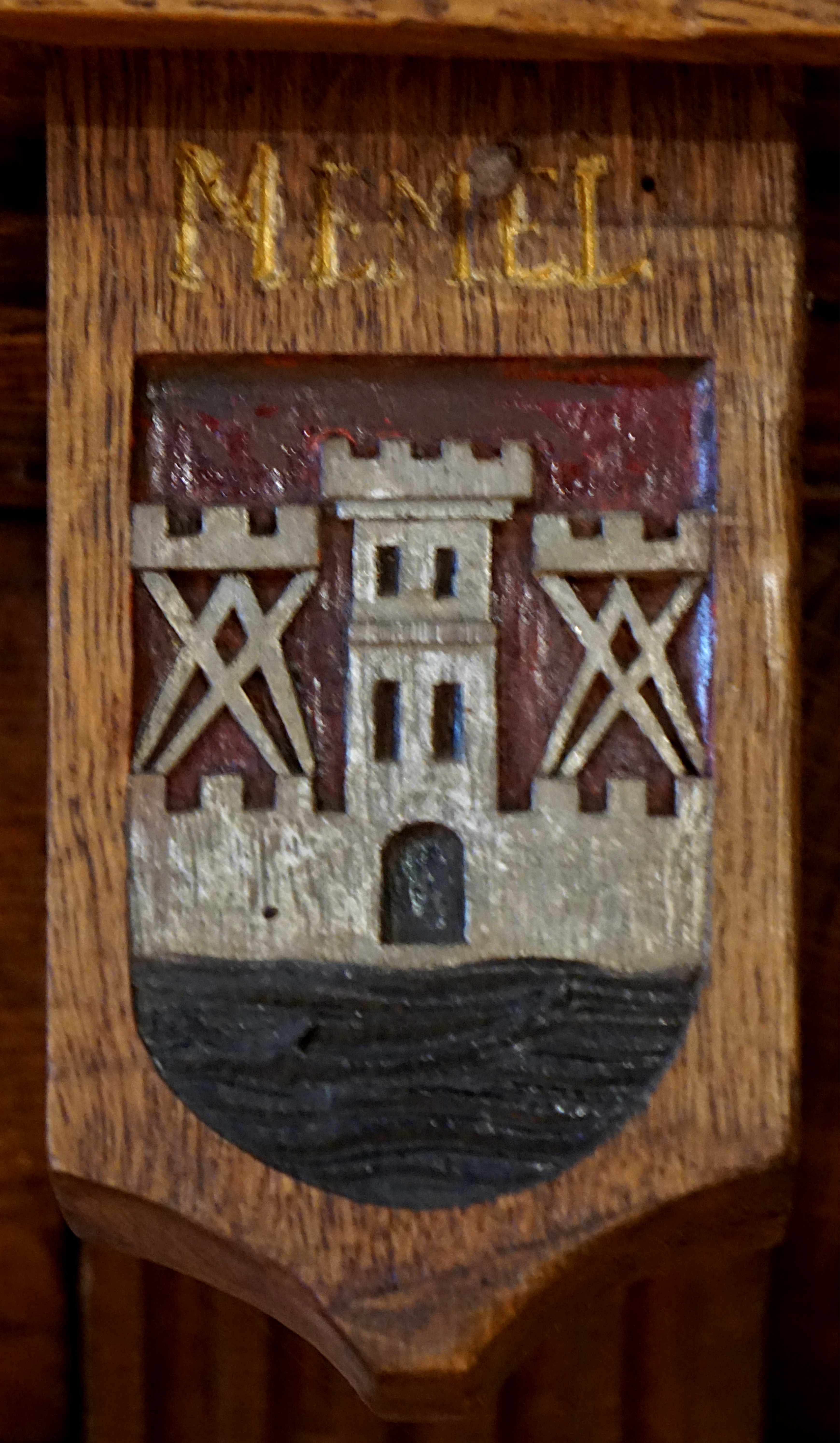
Wappen von Memel im Plenarsaal des altstädtischen Rathauses in Danzig

Klaipėda ([ˈklaɪ̯peda] ⓘ), deutsch Memel, ist eine Hafenstadt in Litauen. Die Großstadt (166.861 Einwohner, 2021) besitzt den Status einer Stadtgemeinde, hat also einen gewählten Bürgermeister und Stadtrat. Die vielfältige Vergangenheit – von der Zeit des Deutschordensstaats über Preußen, das Deutsche Reich, das Memelland, Litauen und die Sowjetunion – war und ist noch heute prägendes Merkmal dieses wichtigsten litauischen Ostseehafens, ebenso wie die zentrale Lage im Baltikum.

## Geographie

### Lage
Klaipėda liegt rund 120 km Luftlinie nordöstlich von Kaliningrad (Königsberg) und etwa 290 km nordwestlich der Landeshauptstadt Vilnius auf dem Festland an der Mündung der Dange (litauisch Danė) in das Kurische Haff gegenüber dem nördlichen Ende der Kurischen Nehrung, genannt Kopgalis (deutsch: Süderspitze). Die Stadt ist eingebettet in die kurische Landschaft Pilsaten.

### Klima
|                       | Jan  | Feb  | Mär  | Apr | Mai  | Jun  | Jul  | Aug  | Sep  | Okt  | Nov | Dez  |   |      |
| Mittl. Tagesmax. (°C) | 0,2  | −0,3 | 3,2  | 8,7 | 15,1 | 18,4 | 19,9 | 20,1 | 16,4 | 11,5 | 6,1 | 2,3  | ⌀ | 10,2 |
| Mittl. Tagesmin. (°C) | −5,2 | −4,9 | −2,1 | 2,0 | 6,9  | 10,9 | 13,6 | 13,6 | 10,2 | 6,4  | 1,7 | −2,5 | ⌀ | 4,3  |
|                       |      |      |      |     |      |      |      |      |      |      |     |      |   |      |
| Niederschlag (mm)     | 50   | 31   | 39   | 36  | 39   | 56   | 74   | 83   | 89   | 80   | 90  | 68   | Σ | 735  |
|                       |      |      |      |     |      |      |      |      |      |      |     |      |   |      |
| Sonnenstunden (h/d)   | 1,1  | 2,3  | 3,9  | 6,0 | 8,5  | 9,5  | 8,8  | 8,1  | 5,6  | 3,2  | 3,1 | 0,9  | ⌀ | 5,1  |
|                       |      |      |      |     |      |      |      |      |      |      |     |      |   |      |
| Regentage (d)         | 12   | 10   | 10   | 8   | 8    | 8    | 9    | 12   | 11   | 13   | 14  | 14   | Σ | 129  |
|                       |      |      |      |     |      |      |      |      |      |      |     |      |   |      |
| Luftfeuchtigkeit (%)  | 84   | 81   | 80   | 78  | 75   | 78   | 80   | 79   | 80   | 82   | 85  | 85   | ⌀ | 80,6 |

| −5,2 |

| −4,9 |

| −2,1 |

| 2,0 |

| 6,9 |

| 10,9 |

| 13,6 |

| 13,6 |

| 10,2 |

| 6,4 |

| 1,7 |

| −2,5 |

| −5,2 |

| −4,9 |

| −2,1 |

| 2,0 |

| 6,9 |

| 10,9 |

| 13,6 |

| 13,6 |

| 10,2 |

| 6,4 |

| 1,7 |

| −2,5 |

## Geschichte

### Etymologie
Der deutsche Name Memel leitet sich von nehrungskurisch memelis, mimelis (langsam; schweigend, still) ab, im nahe verwandten Lettischen mēms (sprachlos, stumm) und bezeichnet sowohl das Haff als auch den Unterlauf des Flusses Memel. Der Name Klaipėda leitet sich von kurisch „klais“/„klait“ (flach; frei, offen) und „ped“ (Fußsohle, Grund) ab. Er wurde 1413 erstmals schriftlich in einem Brief des Großfürsten Vytautas erwähnt (Caloypede).

### Ursprung und Stadtgründung
Archäologische Funde zeigen, dass das Gebiet nach der letzten Eiszeit durch Angehörige der Hamburger Kultur, einer Variante der Magdalénien-Kultur, und durch Angehörige der südeuropäischen Swidry-Kultur besiedelt war. Die Zeit von 4000 bis 2500 v. Chr. wird nach dem estnisch-russischen Grenzfluss Narwa Memel-und-Narwa-Kultur genannt. Seit etwa 2500 v. Chr. war die Region Siedlungsgebiet westbaltischer Stämme. Memel wurde um 1250 gegründet und war die älteste Stadt im späteren Ostpreußen.
Anfang des 13. Jahrhunderts gab es an der Mündung der Dange eine hölzerne Burg der Kuren. 1252 wurde sie vom Livländischen Orden unter Eberhard von Seyne erobert, der an gleicher Stelle die Memelburg errichtete. 1253 wurde neben der Burg unter entscheidender Mitwirkung Dortmunder Kaufleute die Stadt Memel gegründet. Der Dortmunder Einfluss war dabei so groß, dass zuerst überlegt wurde, die Stadt Neu-Dortmund zu nennen. Die Stadtgründer baten die Stadt Dortmund, ihnen eine Aufzeichnung ihres Stadtrechts und ihrer Gewohnheiten zuzusenden. Diese Niederschrift wurde 1252 mit dem Titel Über die Freiheit unserer Stadt erstellt. 1258 erhielt Memel dann doch lübisches Stadtrecht. Es wurde nun urkundlich als Memele castrum (Memelburg, auch Mimmelburg) erwähnt. 1328 gingen Burg und Stadt an den Deutschen Orden über, wodurch Memel Teil des preußischen Ordensstaates wurde.
Litauen, das seit 1261 erfolgreich Widerstand gegen die Expansionsbestrebungen der Ritterorden leistete, wurde 1323 unter dem Großfürsten Gediminas zu einem mächtigen Staat. Der litauische Großfürst Jogaila trat 1386 zum Christentum über und heiratete die polnische Thronerbin Hedwig von Anjou, womit die Polnisch-Litauische Union begründet wurde.
Polen-Litauen brachte dem Orden 1410 in der Schlacht bei Tannenberg eine schwere Niederlage bei, der sich im Ersten Thorner Frieden 1411 zu hohen Reparationszahlungen verpflichten musste. Durch die Christianisierung von Litauen war der Zweck des Ritterordens entfallen. Neue Steuern zur Finanzierung der Reparationen führten zu innenpolitischen Konflikten des Ordens mit den Ständen, die sich, voran Städte wie Danzig, Königsberg, Elbing, im Preußischen Bund organisierten und dem König von Polen unterstellten. So kam es zu weiteren Kriegen zwischen dem Orden und Polen, in denen die Stadt Memel mehrmals geplündert oder abgebrannt wurde (1379, 1409, 1456, 1459, 1464, 1520).
Im Frieden vom Melnosee 1422, in dem der Orden Samaiten und andere Gebiete an Polen-Litauen abtreten musste, wurde erstmals ein alternativer Name für die Stadt Memel dokumentiert: „et castrum Memel in Samogitico Cleupeda appellatum“ (und die Memelburg, auf Samogitisch Cleupeda genannt). Die festgelegte Grenze, innerhalb deren die Stadt Memel und das Gebiet bis zum 50 Kilometer südlich in das Haff einmündenden Fluss Memel dem Deutschen Orden bestätigt wurden, blieb bestehen, als der Ordensstaat in Preußen 1525 ins Herzogtum Preußen überging. Diese Grenze zwischen Preußen und Litauen war eine der am längsten unveränderten Grenzen in Europa, sie bestand bis 1923 – kulturell bis 1945.
1475 erhielt Memel das Kulmer Recht, auch Kölmisches Recht genannt.

Historische Ansichten
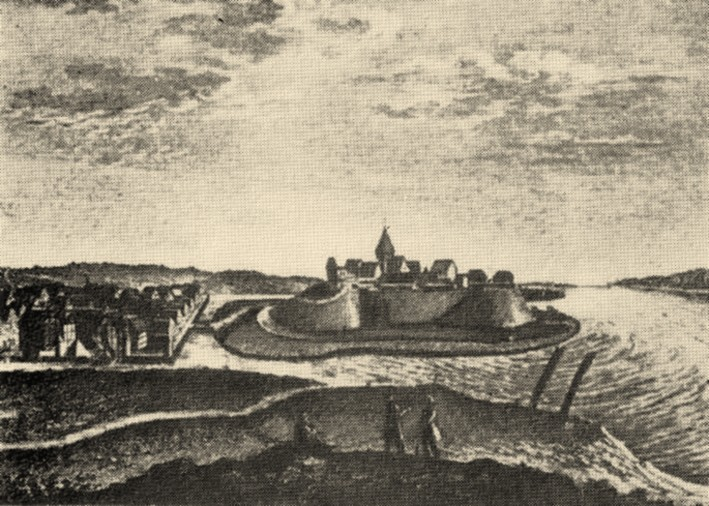
Memel, 1535
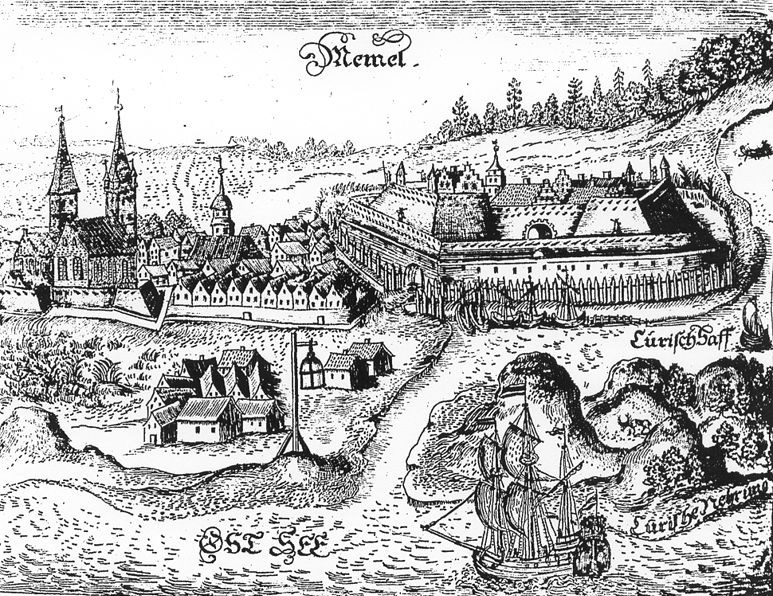
Historische Zeichnung der Stadt Memel, 1684
Stadtplan an einer Häuserwand in der Altstadt Klaipėdas
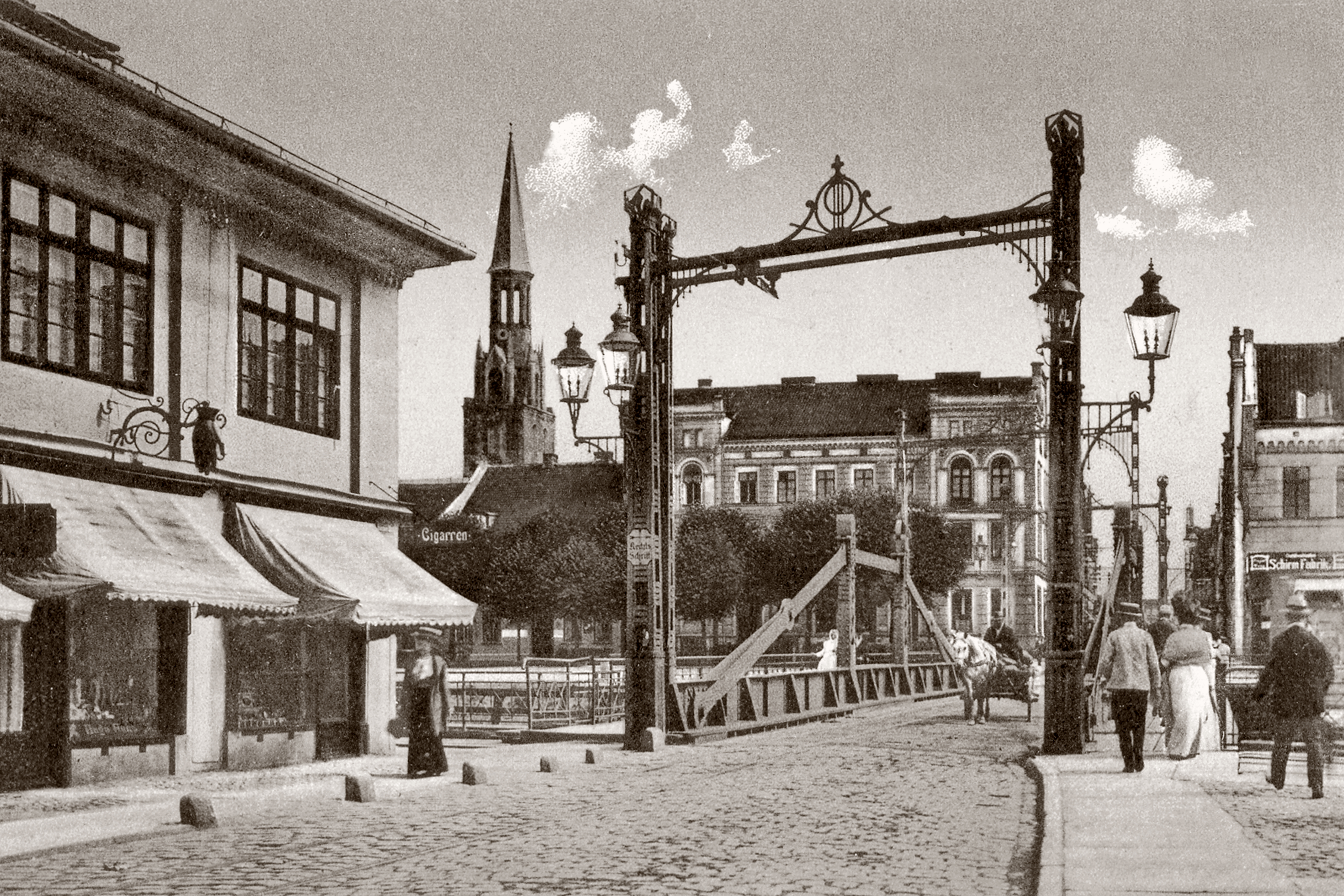
Memel, um 1900
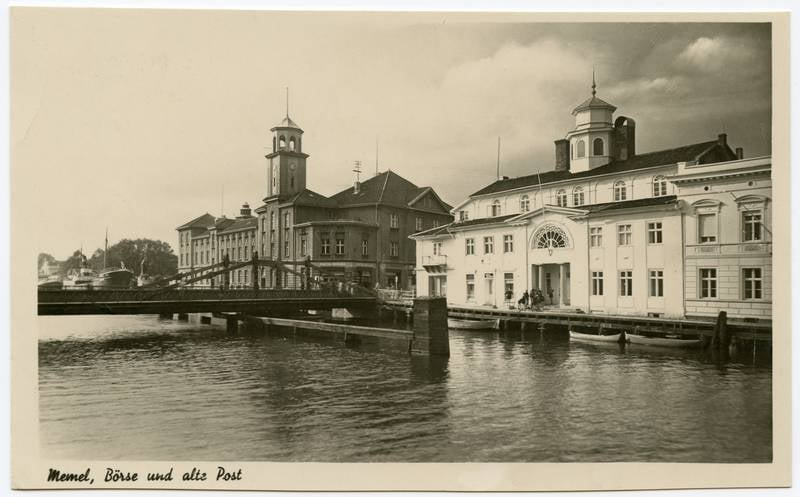
Börse und Alte Post um 1920
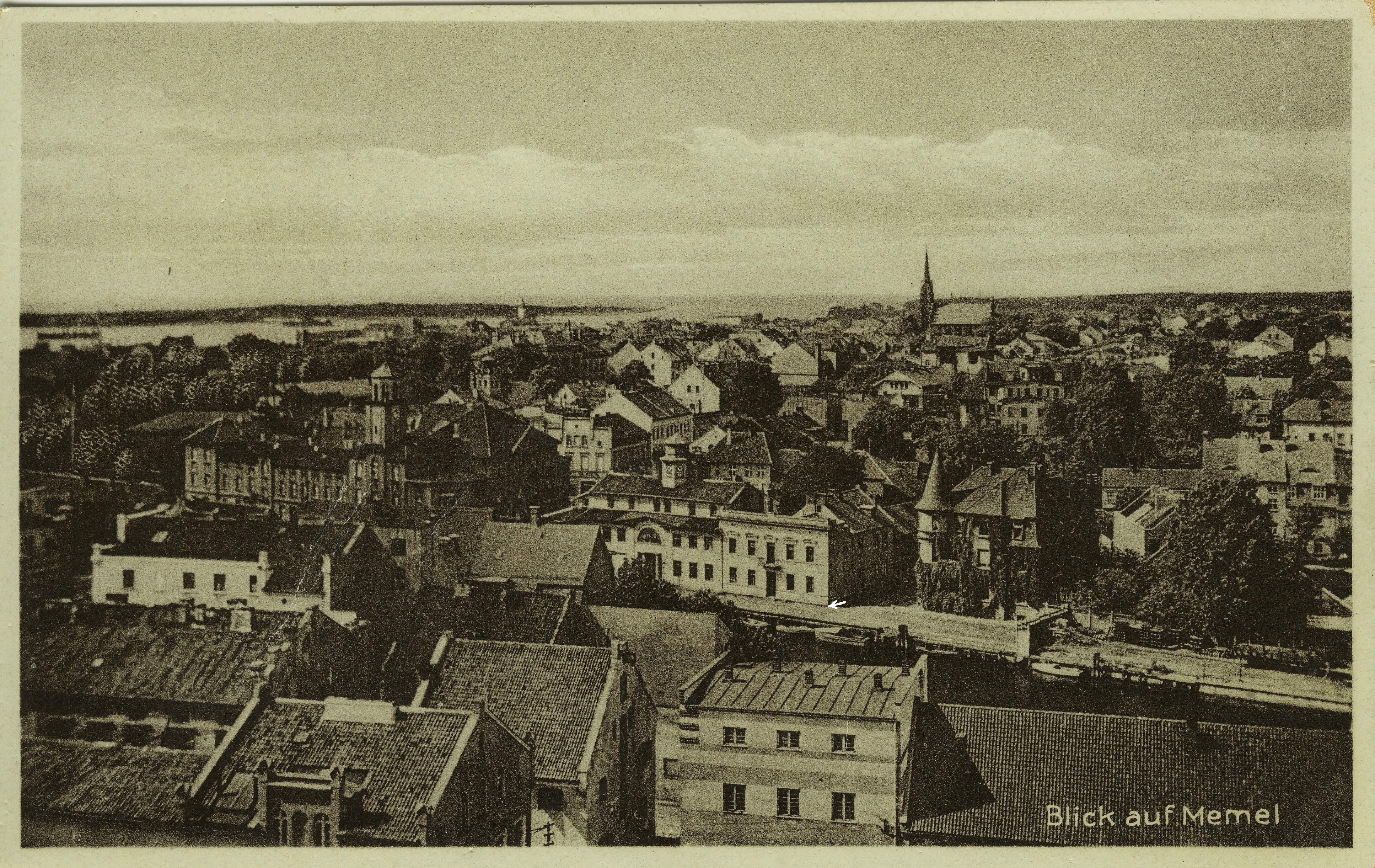
Memel, um 1935

### Herzogtum Preußen
Albrecht von Hohenzollern wandelte den Ordensstaat 1525 in das Herzogtum Preußen um und führte die Reformation ein, so dass dieses Preußen der erste evangelisch-lutherische Staat der Welt wurde.
In den letzten Jahrzehnten des Ordensstaates und den ersten Jahrzehnten des Herzogtums wurden in den Nordosten des Landes, der in der Zeit der Eroberung stark entvölkert worden war, außerhalb der Städte in großer Zahl Siedler aus Litauen geholt. Seit dem Regierungsantritt Herzogs Georg Wilhelms 1619 wurden Preußen und Brandenburg in Personalunion von den Kurfürsten und Königen aus dem Haus Hohenzollern regiert.

### Brandenburg-Preußen und Deutsches Reich (bis zum Ersten Weltkrieg)

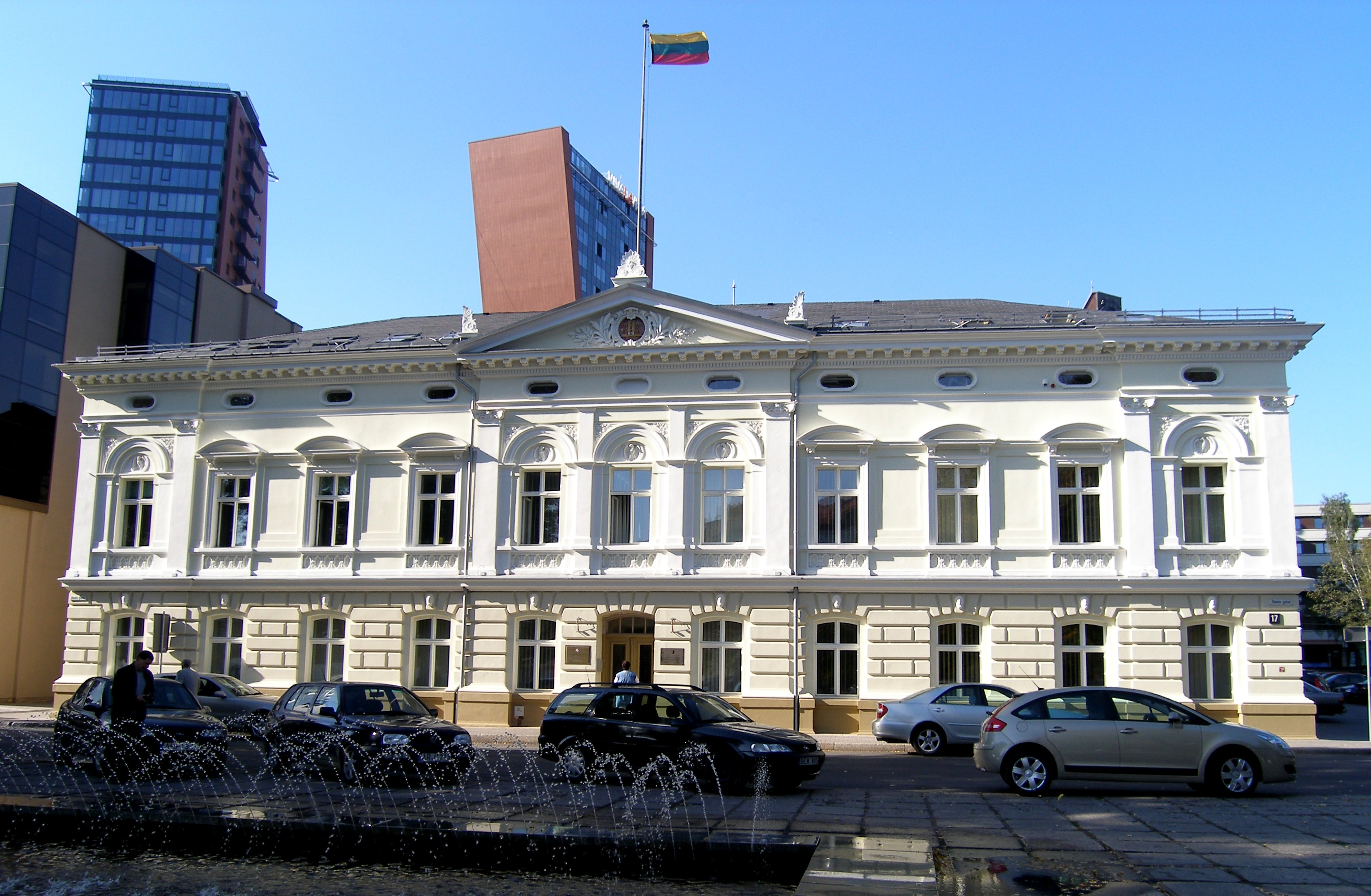
Rathaus Klaipėda – von 1807 bis 1808 residierten hier Friedrich Wilhelm III. und seine Frau Luise

Memel erstarkte wirtschaftlich, bis es durch den Vertrag von Altmark von 1629 bis 1635 unter schwedische Verwaltung geriet. Im Schwedisch-Brandenburgischen Krieg nahmen 1678 die Schweden Memel erneut ein und brannten es nieder. Von diesem Schlag erholte sich die Stadt nur langsam. Im Siebenjährigen Krieg war Memel von 1758 bis 1762 von russischen Truppen besetzt. Danach folgte eine Zeit der wirtschaftlichen Erholung, bedingt durch einen Ausbau der Holzwirtschaft für den Schiffbau.
Als während des Preußisch-Französischen Krieges König Friedrich Wilhelm III. in den äußersten Osten Preußens flüchten musste, machte er Memel von Januar 1807 bis Januar 1808 zu seiner Residenz. Das Oktoberedikt, das zum Kern der preußischen Reformen wurde, erging von Memel aus.
Seit 1811 bestand das Land- und Stadtgericht Memel. 1849 wurden in Preußen die Patrimonialgerichte abgeschafft und das Kreisgericht Memel gebildet. 1879 entstand das Amtsgericht Memel im Sprengel des Landgerichts Tilsit. 1895 wurde das Landgericht Memel aus dem Tilsiter Landgericht abgetrennt.
Mit dem Luisengymnasium Memel verfügte die Stadt seit der ersten Hälfte des 19. Jahrhunderts über ein Gymnasium; es war aus der im 16. Jahrhundert gegründeten Großen Stadtschule hervorgegangen, deren Schüler auch Simon Dach gewesen war.
Um die Mitte des 19. Jahrhunderts verfügten die in Memel niedergelassenen Reeder über 97 Handelsschiffe. Ein weiterer wirtschaftlicher Aufschwung, auch infolge der Blockade Russlands im Krimkrieg, wurde 1854 von einem Großfeuer, das weite Teile der Stadt vernichtete, nur kurzzeitig unterbrochen.

Memel am Kurischen Haff auf einer Landkarte von 1910 (siehe Anschlusskarte rechts unten)

Die Provinz Preußen, und damit auch Memel, gehörte weder zum Heiligen Römischen Reich noch bis auf die Jahre 1848 bis 1851 zum Deutschen Bund, obwohl es Teil Brandenburg-Preußens war. Erst 1867 mit der Gründung des Norddeutschen Bundes wurde es Teil eines größeren deutschen Staates und damit 1871 Teil des Deutschen Kaiserreichs. 1882 wurde am Haff ein Hafen für größere Schiffe gebaut und in Betrieb genommen. 1899 wurde das Lepraheim Memel eingeweiht. Im 20. Jahrhundert war es das einzige in Europa.
Im Ersten Weltkrieg besetzte die Kaiserlich Russische Armee 1915 kurzzeitig (vom 18. bis zum 25. März) die Stadt. Dabei wurden Zivilisten ermordet und verschleppt. Der Generalstab der Kaiserlich Russischen Armee rechtfertigte dies mit dem Hinweis, dass sich deutsche Zivilisten an den Kämpfen um die Stadt beteiligt hätten. Die Kriegsverbrechen in Memel wurden in Deutschland genutzt, um russenfeindliche Stereotypen zu bestärken. Kriegszerstörungen wurden rasch mit Hilfe der Patenstadt Mannheim behoben. Zum Teil entstand Wohnbebauung der klassischen Moderne.

### Französische Verwaltung
Auf Betreiben Frankreichs legte der Friedensvertrag von Versailles in Artikel 99 fest, dass Deutschland in den Gebieten rechts der Memel (Memelgebiet) „auf alle Ansprüche und Rechte“ verzichtet. Die Entscheidung wurde damit begründet, dass etwa die Hälfte der Einwohner des Memelgebietes litauischer Muttersprache sei, obwohl die Stadt seit ihrer Gründung nie zu Litauen oder Polen gehört hatte.
Im sogenannten Akt von Tilsit hatte 1918 eine kleine Minderheit von litauischen Intellektuellen die Angliederung an Litauen gefordert. Das Gebiet wurde am 15. Februar 1920 ohne Volksabstimmung von Deutschland abgetrennt und vorläufig einem französischen Gouverneur unterstellt.

### Litauen (zwischen den Weltkriegen)
Zeitgleich mit Beginn des deutsch-französischen Konfliktes um die Ruhrbesetzung nahmen im Januar 1923 als einheimische Aufständische getarnte Angehörige von Schützenvereinen und regulären Truppen Litauens das Memelland in Besitz, ohne dass die französische Garnison Widerstand leistete. Die Litauer benannten Memel in „Klaipėda“ um und annektierten im Jahr darauf das nun „Klaipėda-Bezirk“ genannte Memelland.
1925 garantierten die Siegermächte (Vereinigtes Königreich, Frankreich, Italien, Japan) die Memelkonvention, einen Sonderstatus des Memellandes, der die Autonomie der deutschen Bevölkerung unter litauischer Verwaltung sicherstellen sollte.
Die Situation zwischen den deutsch- und litauischsprachigen Memelländern einerseits und den Litauern andererseits blieb gespannt und führte 1926 zur Verhängung des Kriegsrechtes, welches die autonome Verwaltung einschränkte.
Wahlergebnisse in den Folgejahren spiegelten den überwiegenden Wunsch nach einem Anschluss an das Deutsche Reich bzw. der Unabhängigkeit des Memellandes von Litauen wider (jeweils über 75 Prozent der abgegebenen Stimmen). Bei den 1938 gehaltenen Wahlen, welche von Litauen initiiert wurden, stimmten die Memelländer zu 87 Prozent für eine deutsche Einheitsliste.
Von Juni 1931 bis Dezember 1944 war Wilhelm Brindlinger der letzte Oberbürgermeister Memels.

### Deutsches Reich (Zweiter Weltkrieg)
Am 20. März 1939, fünf Tage nach dem Einmarsch der deutschen Wehrmacht in Prag und der Errichtung des Protektorats Böhmen und Mähren, erfolgte ein deutsches Ultimatum an Litauen. Am 22. März 1939 schloss die litauische Regierung unter starkem Druck mit Deutschland einen Übergabevertrag (Deutsch-litauischer Staatsvertrag). Die Stadt Klaipėda wurde vom Deutschen Reich annektiert.
Im Frühling 1941 wurden im Memelland Truppen der Wehrmacht zum Krieg gegen die Sowjetunion zusammengezogen, die 1940 Litauen annektiert hatte. Im weiteren Verlauf des Zweiten Weltkriegs wurden im Oktober 1944 Memels Bewohner ins Innere Ostpreußens vor der herannahenden Roten Armee evakuiert. Diese eroberte am 28. Januar 1945 in der Ostpreußischen Operation die durch Luftangriffe und Kampfhandlungen zur Hälfte zerstörte, fast menschenleere und von der Wehrmacht geräumte Stadt.

### Sowjetunion
Memel wurde mitsamt dem ehemaligen Memelgebiet in die Litauische SSR eingegliedert und mit ihrem 1422 erstmals erwähnten kurischen Namen Klaipėda benannt. Neben den wenigen zurückgekehrten Einwohnern wurden Litauer und viele Angehörige anderer Nationalitäten der Sowjetunion angesiedelt, insbesondere Russen. In der Stadt bestand das Kriegsgefangenenlager 57 für deutsche Kriegsgefangene des Zweiten Weltkriegs. Schwer Erkrankte wurden im Kriegsgefangenenhospital 2652, Šilutė, versorgt.
Im September 1945 legte in dem zuvor weitgehend zerstörten und durch Wracks blockierten Hafen wieder das erste Schiff an. Spätestens von 1952 an war der Hafen ein beliebter Zugangsweg für geschmuggelte westeuropäische Luxusgüter in die Sowjetunion. Beginnend in den 1960er Jahren wurde der Hafen zunehmend von Schiffen aus Westeuropa angefahren, mehrheitlich von solchen aus der Bundesrepublik Deutschland, die aber niemals unter deutscher Flagge fuhren, gefolgt von finnischen Schiffen. Im Jahr 1985 legten rund 400 „kapitalistische Schiffe“ an. Ebenso fuhren Schiffe mit Heimathafen Klaipėda zunehmend westeuropäische Häfen an. In den 1970er Jahren wurde ein Terminal für die Bahn-See-Verladung von Öl in Betrieb genommen. Insgesamt blieb der Hafen aber nach Leningrad, Kaliningrad, Tallinn und Riga ein weniger bedeutender Ostseehafen der Sowjetunion.

### Litauen (seit 1990)

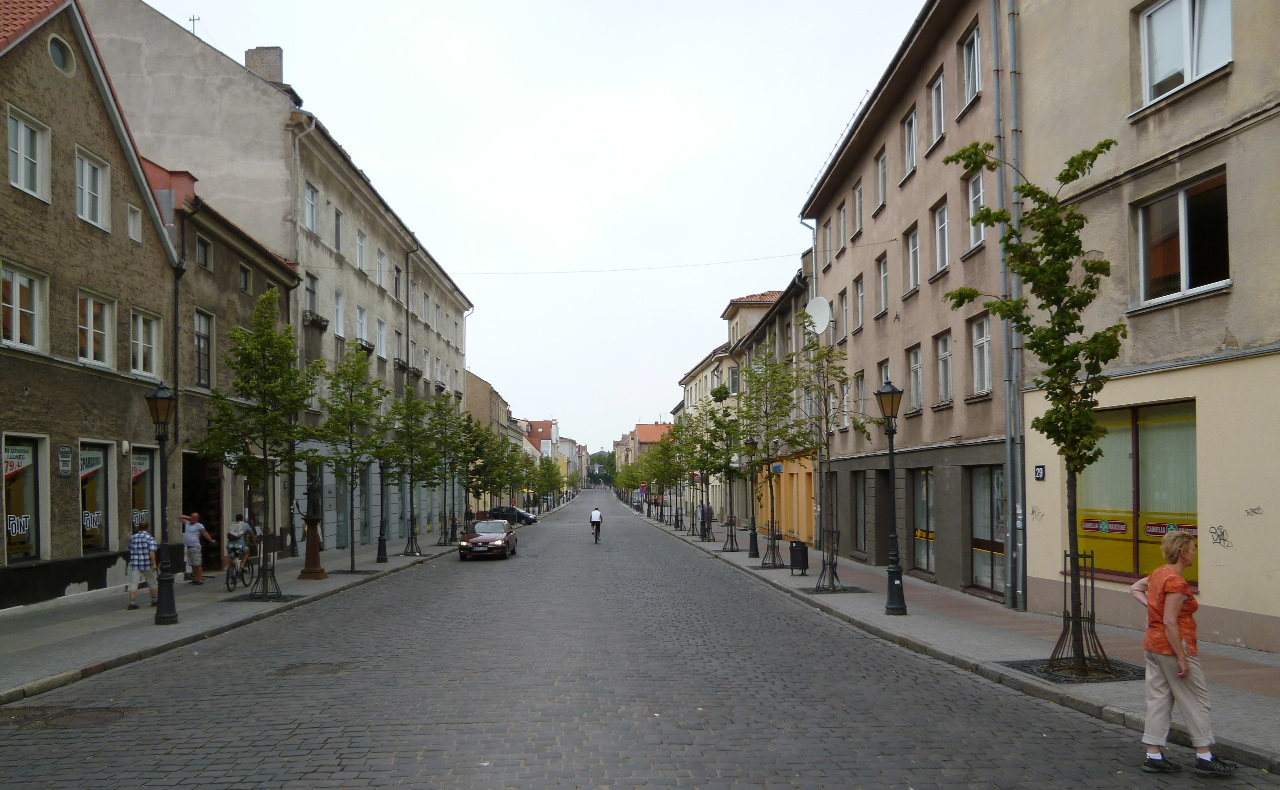
Tiltų gatvė (Brückenstraße) (2011)

Kurz vor dem Zerfall der Sowjetunion wurde Litauen 1990 unabhängig und machte Klaipėda zu einer freien Wirtschaftszone. Seitdem erlebte die Stadt einen starken Wirtschaftsaufschwung, der bis heute anhält und sich zu einem nicht geringen Anteil darauf gründet, dass das Kaliningrader Gebiet eine russische Exklave ist und somit außerhalb des EU-Gebiets liegt, was die dortigen Grenzabfertigungen kompliziert und den Standort Klaipėda somit attraktiver macht. Bis zu deren Auflösung 2010 war Klaipėda Sitz der Verwaltung des Bezirks Klaipėda.

## Bevölkerung
Bis zum Ende des Zweiten Weltkriegs war Memel eine deutsche Stadt mit einer litauischen Minderheit von 11 % (1931). Dazu kam in den heute eingemeindeten Fischerdörfern eine Minderheit nehrungskurisch sprechender Kuren (Eigenbezeichnung: Kursenieki), wobei hier schon große Differenzen zwischen zahlreicheren Sprechern auftraten, die Nehrungskurisch nur noch als Fachsprache im Fischereigewerbe (Fischzüge, Fischmärkte, Fischauktionen) verwendeten und der geringeren Zahl, die es auch im Alltag sprachen. Nach der Volkszählung im März 1897 sprachen damals in Melneragen (Melnragė) in dem Jahr noch 560 Einwohner Nehrungskurisch, nur 20 auch im Alltag; in Bommelvitte (Bomelio Vitė, mit gegenüber liegendem Süderspitze/Sandkrug, lit. Smiltynė) sprachen noch ca. 1000 Menschen die Sprache, die meisten davon nur als Fischersprache, nur ca. 30 verwendeten sie auch als Alltagssprache.
Die gesamte Bevölkerung des Memellands einschließlich der Stadt Memel ist im Oktober 1944 evakuiert worden. Beim Einmarsch der Roten Armee Ende Januar 1945 befanden sich weniger als 50 Menschen in der Stadt. Der größte Teil der evakuierten Memeler flüchtete 1945 aus Ostpreußen ins restliche Deutschland. Anders als in der südlich angrenzenden Oblast Kaliningrad hat die Sowjetunion die Einwohner des Memellands nach Kriegsende nicht vertrieben, sondern zur Rückkehr aufgerufen. Die Rückkehrer, darunter relativ wenige Stadtbewohner, waren gegenüber den zugezogenen Sowjetbürgern benachteiligt und konnten beispielsweise erst 1947 die sowjetische Staatsbürgerschaft erwerben. So verließen 6000 von ihnen das Land, als sich 1958 erstmals die legale Möglichkeit dazu bot.
In die Stadt Klaipėda zogen vor allem Russen. Ihr Anteil lag zunächst höher als der litauische und deutsche zusammen. Obwohl viele von ihnen wieder wegzogen, ist die litauische Ostseeküste heute ein Schwerpunkt der in Litauen verbliebenen russischen Minderheit. Die bei weitem größte Bevölkerungsgruppe bilden die aus dem übrigen Litauen zugewanderten, traditionell überwiegend katholischen Litauer, vor allem Žemaiten. 2008 hatte die Stadt 183.828 Einwohner, also mehr als zwischen den Weltkriegen das gesamte Memelgebiet.
| Jahr | Einwohner | Anmerkungen |
| ---- | --------- | --- |
| 1682 | 1000      | [ 16 ] |
| 1782 | 5559      | in 514 Wohnhäusern, ohne das Militär und die im Sommer anwesenden Touristen |
| 1805 | 6361      | davon 1155 Militärpersonen |
| 1810 | 6886      | 303 Katholiken, 24 Mennoniten und 30 Juden, alle übrigen Einwohner waren Evangelische |
| 1816 | 6000      | [ 16 ] |
| 1818 | 7741      | [ 19 ] |
| 1828 | 8278      | 297 Katholiken, 20 Mennoniten und 52 Juden, alle übrigen Einwohner waren Evangelische |
| 1831 | 7734      | [ 21 ] |
| 1843 | 10.026    | [ 16 ] |
| 1849 | 10.779    | in 792 Privathäusern |
| 1858 | 15.984    | davon 14.853 Evangelische, 724 Katholiken, fünf Mennoniten und 402 Juden; Umgangssprache ist Deutsch                                                                                        |
| 1867 | 19.003    | am 3. Dezember |
| 1871 | 19.008    | am 1. Dezember, davon 16.711 Evangelische, 923 Katholiken, 334 sonstige Christen und 1040 Juden; nach anderen Angaben 19.019 Einwohner, darunter 900 Katholiken und 430 Juden (900 Litauer) |
| 1890 | 19.282    | davon 17.206 Evangelische, 723 Katholiken, 492 Sonstige und 861 Juden (900 Litauer) |
| 1905 | 20.687    | mit der Garnison (ein Bataillon Infanterie Nr. 41), davon 862 Katholiken und 899 Juden |
| 1910 | 21.470    | , davon 19.301 Evangelische, 986 Katholiken und 785 Juden |
| 1925 | 35.927    | [ 26 ] |
| 1937 | 39.056    | [ 16 ] |
| 1940 | 43.285    | [ 16 ] |

| Jahr | Einwohnerzahl |
| ---- | ------------- |
| 1950 | 48.500        |
| 1959 | 89.500        |
| 1970 | 140.342       |
| 1979 | 176.648       |
| 1992 | 207.100       |
| 2001 | 192.954       |
| 2008 | 183.828       |
| 2011 | 162.898       |
| 2019 | 147.898       |

## Religion
Die meisten konfessionell gebundenen Einwohner gehören der römisch-katholischen Kirche an. Deren Kirchen gehören zum Dekanat Klaipėda des Bistums Telšiai. Wichtigste Kirche in der Stadt ist die Pfarrkirche Maria Frieden. Minderheiten gehören der russisch-orthodoxen Kirche, der evangelisch-lutherischen Kirche und den Baptisten an.

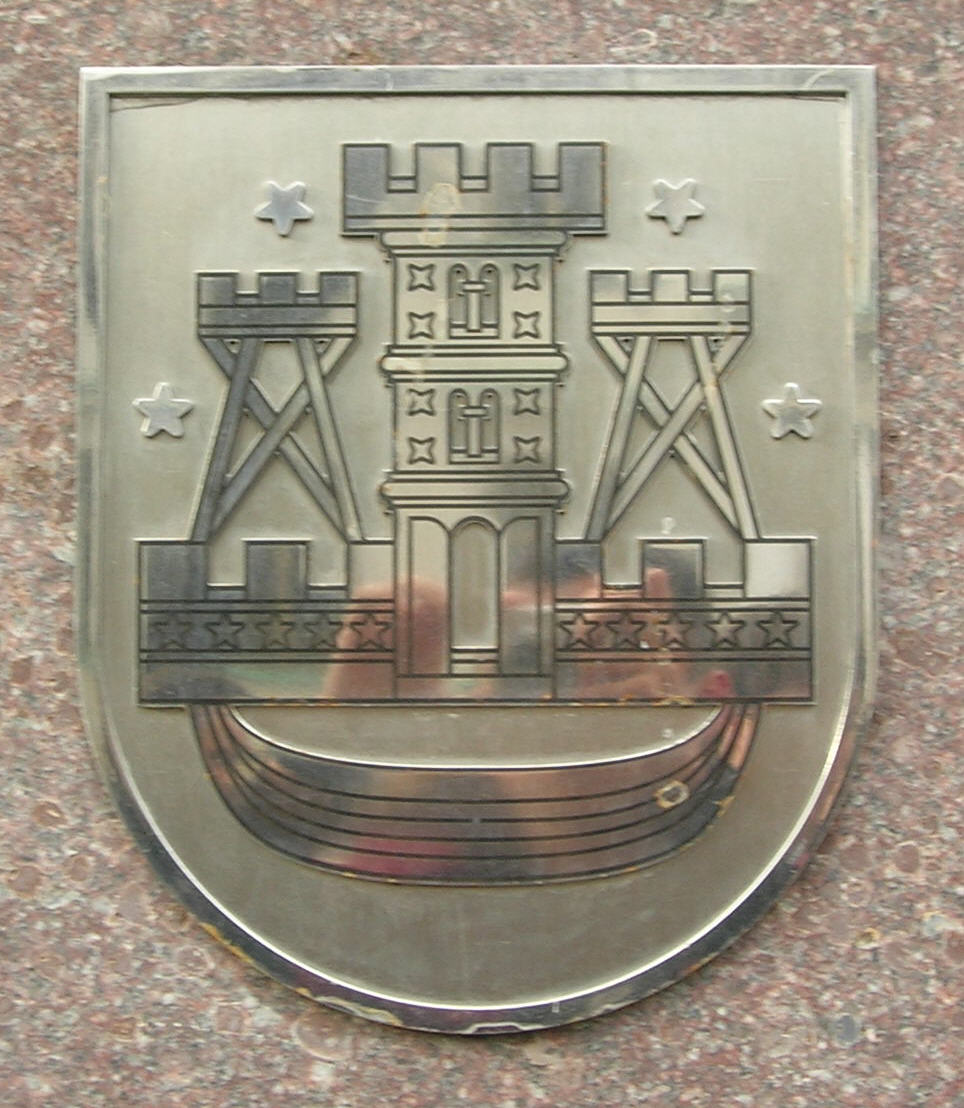
Stadtwappen auf einem Gebäude der Stadtverwaltung

## Wappen und Flagge
Die Ursprünge des Wappens in Gold auf rotem Grund lassen sich bis auf Siegel aus der zweiten Hälfte des 13. Jahrhunderts nachweisen. Das alte Wappen von Memel wurde von der Stadt Klaipėda übernommen und zeigt in der Mitte den zinnenbewehrten Burgturm der Memelburg, an beiden Seiten von hölzernen Baken flankiert und von der Wallanlage geschützt. Das stabile Ruderboot deutet auf die Lage der Memelburg am Kurischen Haff und stellt die Fähre zur Kurischen Nehrung dar. Die vier Sterne weisen auf eine Zeit, als der Seemann noch ohne Kompass navigieren musste. Die Stadtflagge verwendet die Wappenfarben gelb und rot auf einer vertikal geteilten Flagge mit dem Stadtwappen in der Mitte.

## Stadtgemeinde

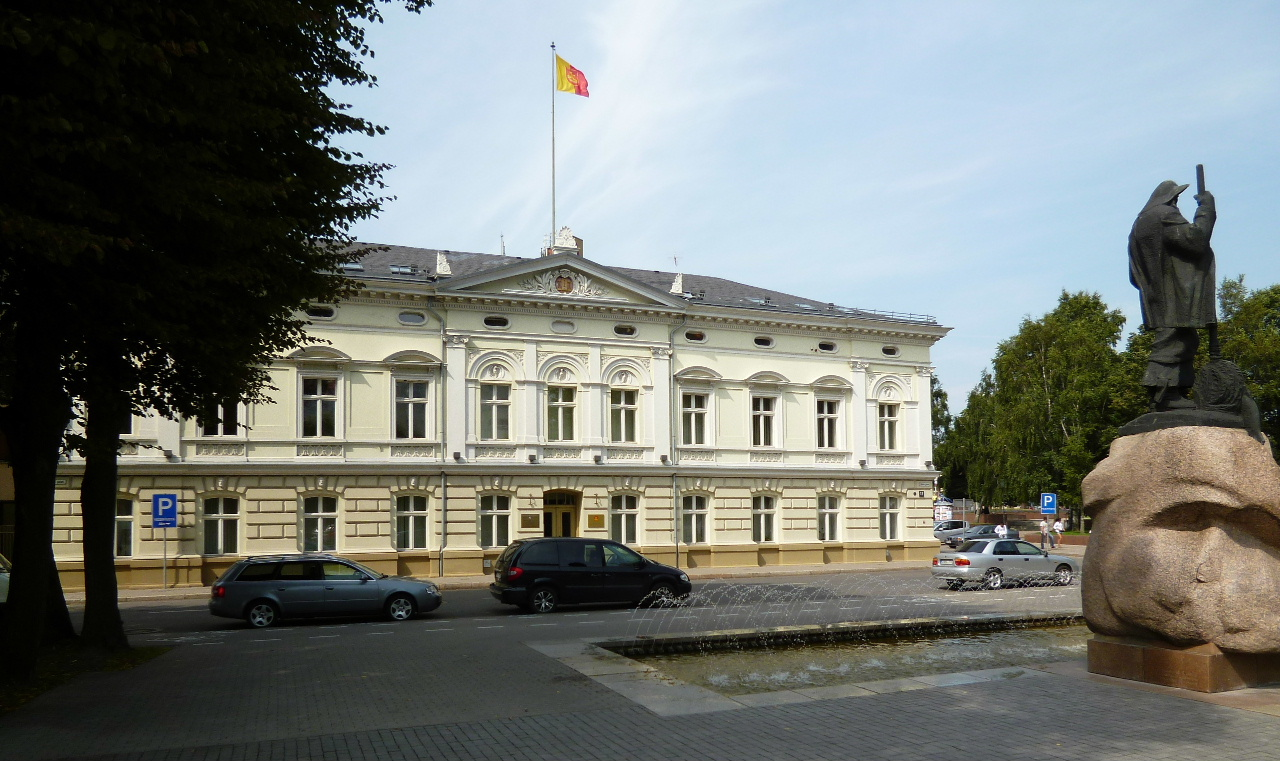
Rathaus Klaipėda

Die Stadtgemeinde Klaipėda (lit. Klaipėdos miesto savivaldybė) ist eine Stadtgemeinde und umfasst nur die Stadt Klaipėda (um die Stadt gibt es die Rajongemeinde Klaipėda). Die Vertretung ist der Stadtrat Klaipėda (Klaipėdos savivaldybės taryba). Die ausführende Gewalt wird von der Verwaltung der Stadtgemeinde Klaipėda (Klaipėdos savivaldybės administracija) ausgeübt. Es gibt 482 Mitarbeiter (Stand: 2024).
In der Gemeinde gibt es 122 Budgetanstalten mit 8.000 Mitarbeitern. Die Gemeinde hat 17 öffentliche Einrichtungen (in den Bereichen Gesundheitsversorgung, Tourismus-Informationen, öffentlicher Verkehr und andere Dienstleistungen) und eine Beteiligung als Aktionärin an 14 Unternehmen (Bereitstellung der Versorgungsleistungen).
1918 entstand Stadt Klaipėda als eine administrative Einheit im Bezirk Klaipėda. 1924 lebten 36.187 Einwohner.
Am 3. August 1946 wurde Klaipėda zur Republikstadt (Respublikinio pavaldumo miestas) in der Litauischen SSR. 1947 kamen dazu Juodkrantė, Preila, Nida und Giruliai wurde zur Stadtsiedlung (miesto tipo gyvenvietė). 1967 lebten 131.400 und 1970 etwa 140.723 Einwohner.
1989 gab es 202.929 Einwohner. 1995 wurde die Stadtgemeinde (Klaipėdos miesto savivaldybė) nach der Kommunalverwaltungsreform der Republik Litauen errichtet.
Im April 2013 wurden strategische Ziele, die langfristige strategische Planung, eine Vision, Entwicklungsschwerpunkte für die Stadt Klaipėda vom Gemeinderat im Rahmen des strategischen Entwicklungsplans 2013 bis 2020 festgelegt. 2013 hatte die Gemeinde 33 Investitionsprojekte. 2013 wurde der Gemeindehaushalt nach Plan durchgeführt: man sammelte 648.900 Litas (200.000 Euro) mehr als es im genehmigten Erlösplan vorgesehen war. 2013 wurde der Haushalt mit 100,2 % ausgeführt.
In der Gemeinde gab es früher einen Amtsbezirk (Melnragė und Giruliai). Er war im nordwestlichen Teil der Gemeinde und umfasste die Stadtteile Melnragė und Giruliai. Das Zentrum des Amtsbezirks war Melnragė.

## Stadtgliederung
Zum 20. Dezember 2001 bekam Klaipėda eine neue Verwaltungsgliederung und ist jetzt in 60 Stadtteile (miesto dalys oder mikrorajonai) eingeteilt. Einige davon tragen die Namen anderer litauischer Städte, andere beziehen sich auf die alten deutschen Namen der eingemeindeten Dörfer.
Stadtteile:
- Alksnynė (Alxnen)
- Bachmano dvaras (Bachmannshof)
- Baltija
- Baltikalnė (Baltikallen)
- Bandužiai (Banduszen)
- Birutė
- Bomelio Vitė (Bommelsvitte)
- Danė (Dange)
- Debrecenas (Rumpischken)
- Dubysa
- Gandrališkės
- Giruliai (Försterei)
- Joniškė (Janischken)
- Jūrininkai („Seeleute“)
- Kalotė (Kollaten)
- Kaunas
- Kretinga
- Labrenciškė (Labrenzischken)
- Laistų sodyba (Leisten)
- Laukininkai (Polangenstraße)
- Liepoja
- Lietuvninkai
- Luizė
- Lypkiai (Liebken)
- Mažasis Kaimelis
- Pirmoji Melnragė (Melneraggen I)
- Antroji Melnragė (Melneraggen II)
- Medelynas
- Miškas (Wald)
- Miško dvaras (Waldhof)
- Naujamiestis (Neustadt)
- Nemunas (Memelfluss)
- Neringa (Nehrung, grenzt an die gleichnamige Gemeinde)
- Pakrantės sodai (Küstengärten)
- Paupiai (Bachmannischken)
- Pempininkai (Pempen)
- Plytinė (Ziegelei)
- Poilsio (Urlaubsgebiet)
- Pušynas (Kiefernwald)
- Rimkai (Karlsberg)
- Rotušė (Rathaus)
- Rumpiškė (Rumpischken)
- Šarlotė (Charlottenhof)
- Šauliai (Schaulen)
- Senamiestis (Altstadt)
- Sendvaris (Althof)
- Šilutė
- Smeltė (Schmelz)
- Smiltynė (Sandkrug, auf der Nehrung)
- Švepelių sodyba (Schweppel)
- Tauralaukis (Tauerlauken)
- Universitetas
- Uostas (Hafen)
- Varpai
- Vėtrungė („Wetterfahne“)
- Vingio (Wingkap)
- Didžioji Vitė (Große Vitte, Schloßfreiheit auf dem nördlichen Dangeufer)
- Mažoji Vitė (Kleine Vitte, ein bis zur Swiane reichendes Bauerndorf)
- Žardai (Szarde)
- Žardininkai (Götzhöfen)
- Žvejybos uostas (Fischereihafen)

## Bürgermeister
- 1990–1992: Povilas Vasiliauskas
- 1992–1994: Benediktas Petrauskas
- 1994–1995: Jurgis Aušra
- 1995–1997: Silverijus Šukys
- 1997–2001: Eugenijus Gentvilas
- 2001–2007: Rimantas Taraškevičius
- 2011–2023: Vytautas Grubliauskas
- seit 2023: Arvydas Vaitkus (* 1963), Wählergruppe Ištikimi Klaipėdai

## Vizebürgermeister
- seit 2023: Lina Šukytė-Korsakė (* 1970), Algirdas Kamarauskas (* 1962) und Vaida Raugelė (* 1979)
- Bis 2023: Judita Simonavičiūtė (* 1956), Artūras Šulcas (* 1957)

## Verkehr

### Schiffs- und Fährverkehr

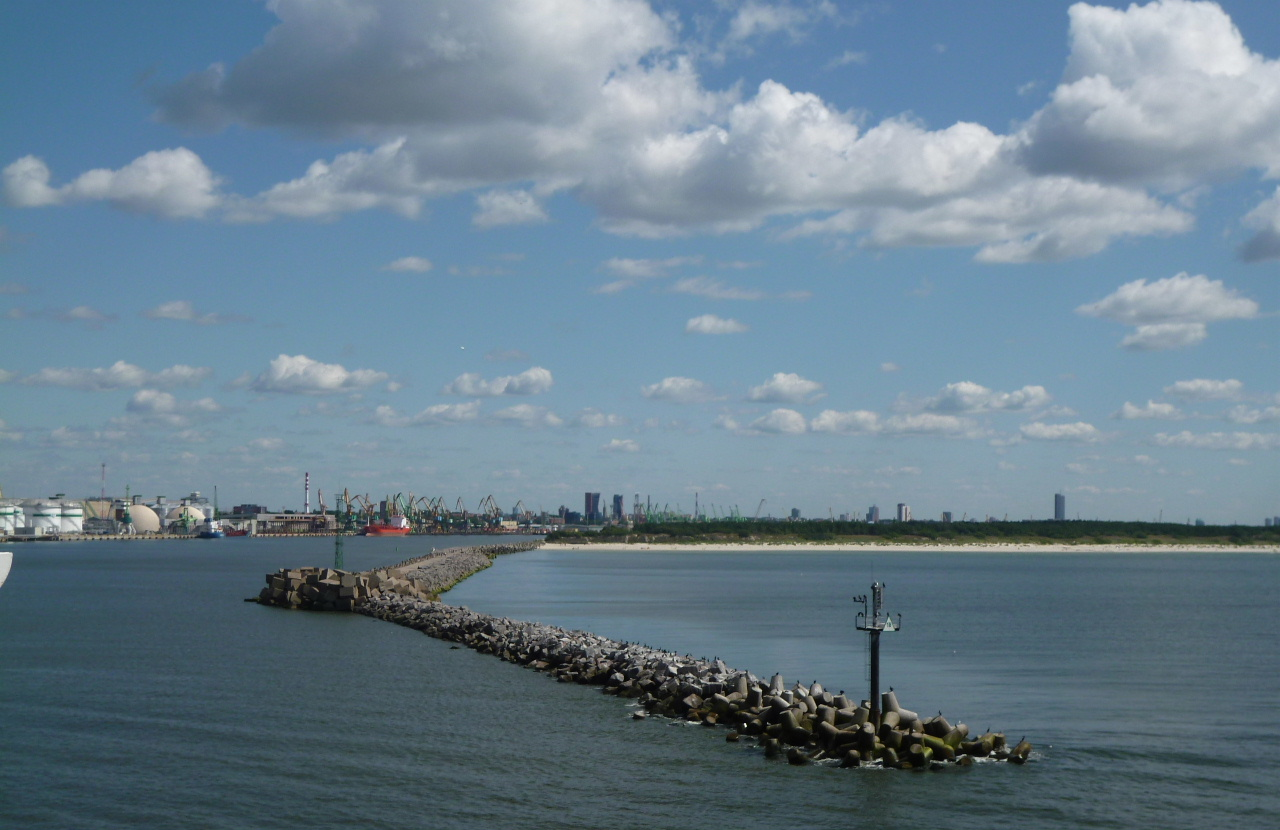
Hafeneinfahrt – nördliches Ende der Kurischen Nehrung mit Süderspitze

In Klaipėda befindet sich der mit Abstand wichtigste Seehafen Litauens (es existiert noch ein Seehafen in Šventoji, der unbedeutend ist, und ein Ölverladeterminal in Būtingė). Der Hafen in Klaipėda, der meist das ganze Jahr über eisfrei ist, spielt eine wichtige Rolle in der Verschiffung russischen Erdöls. Von hier aus bestehen außerdem Fährverbindungen (Personen- und Wirtschaftsverkehr) von DFDS Lisco (jetzt Teil von DFDS Seaways) nach Deutschland (Kiel), Dänemark und Schweden (Karlshamn). Seit Sommer 2018 verbinden Fähren der TT-Line Klaipėda mit Rostock bzw. Travemünde.
Von einer Anlegestelle in der Dange verkehrt tagsüber im Halbstundentakt eine Fähre nach Smiltyne (Sandkrug), d. h. zur Spitze der Kurischen Nehrung. In einem von der Dange abzweigenden Wassergraben der alten Burg befindet sich ein Yachthafen.

### ÖPNV

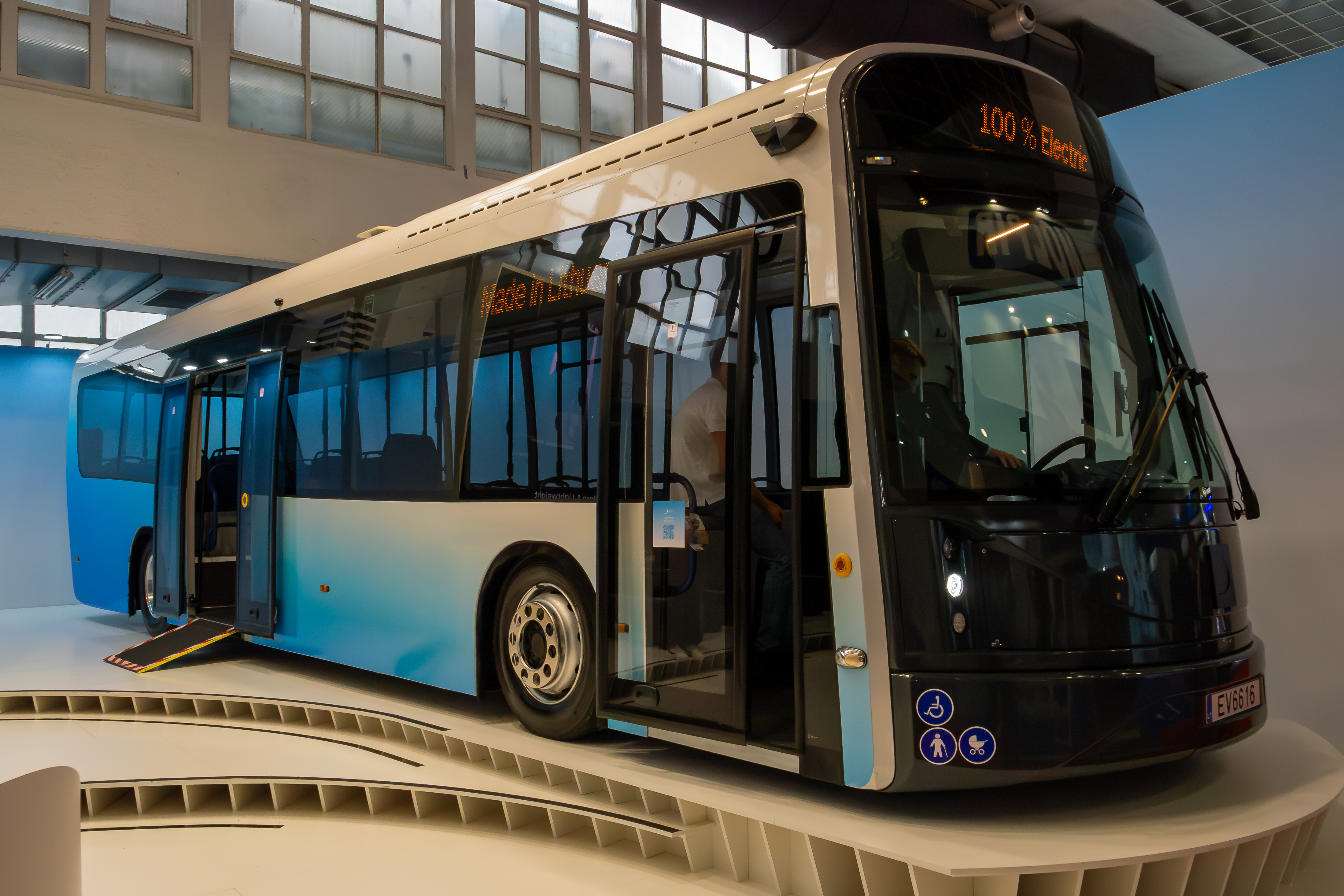
Seit 2020 fahren vollelektrische Dancer-Busse aus heimischer Produktion in Klaipėda

Der Öffentliche Nahverkehr wird mit Autobussen (fast ausschließlich gebraucht übernommene MAN- oder Mercedes-Benz-Busse aus Deutschland) und Linientaxis realisiert. Bei letzteren handelt es sich um Busse etwa in Größe eines Ford-Transit-Busses auf bestimmten Linien, die angehalten werden können.
2007 wurde ein neues elektronisches Ticketsystem eingeführt, bei dem der Fahrpreis von einem monatlich zu erwerbenden Guthaben abgebucht wird.
Die wichtigsten Buslinien tragen die Nummern:
- 3, vom Fischereihafen in den Süden der Stadt
- 6, vom Südrand der Innenstadt zum Seebad Melnragė im Nordwesten der Stadt
- 8, vom Südrand der Innenstadt zum Bahnhof

Speziallinien bedienen zum Schichtwechsel wichtige Betriebe im Hafenbereich.
Von 1904 bis 1934 betrieb die Memeler Kleinbahn AG eine elektrische Straßenbahn auf einem Netz von elf Kilometern Länge. Außerdem wurden von ihr am 22. Oktober 1906 rund 50 Kilometer lange Kleinbahnstrecken eröffnet, die von Memel nach Pöszeiten, Laugallen und Plicken führten.

### Straße
Klaipėda ist über eine Autobahn mit Kaunas und Vilnius verbunden und verfügt über gute Straßenverbindungen in Richtung Šiauliai, Palanga und Lettland.

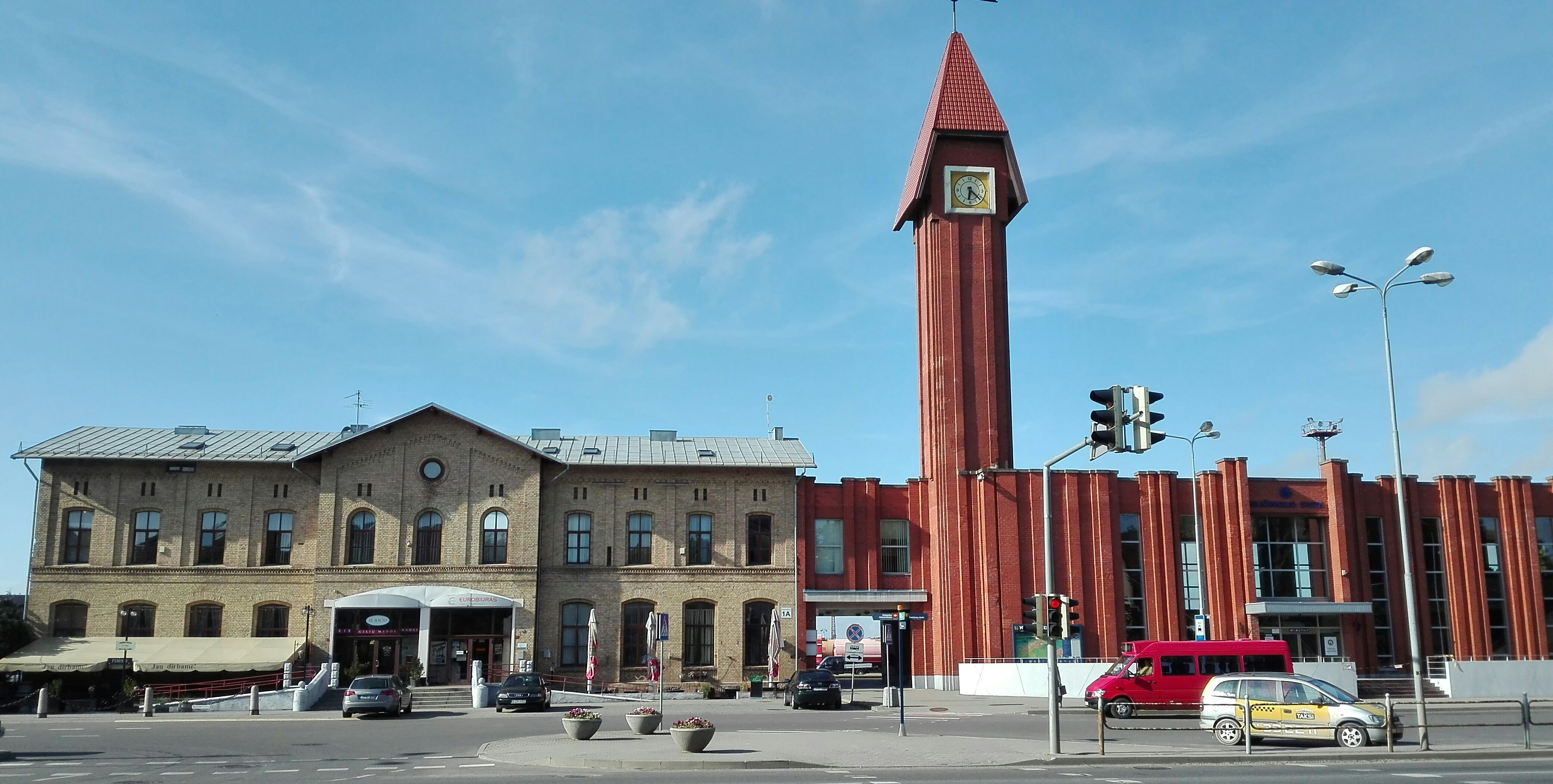
Bahnhof Klaipėda

### Eisenbahn
Am 1. Juni 1875 wurde Memel durch die Preußischen Staatseisenbahnen von Tilsit über Pagegiai/Pogegen ans Eisenbahnnetz angeschlossen. In der Zeit des deutschen Kaiserreiches war Memel im Fernverkehr angebunden an die Züge der Preußischen Ostbahn, die von Berlin über Küstrin, Landsberg, Schneidemühl, Bromberg, Thorn, Allenstein, Insterburg, Tilsit bis nach Memel fuhren. Seit dem Jahre 1892 führte die Strecke über den Bahnhof von Memel hinaus nordwärts weiter nach Bajohren (heute Stadtteil von Kretinga). Dies war bis zum Ersten Weltkrieg die einzige Eisenbahnverbindung; heute wird sie nur noch im Güterverkehr befahren. 1925 bis 1929 baute der litauische Staat die Strecke von Šiauliai (Schaulen) nach Klaipėda. Auf dieser heute wichtigsten Eisenbahnverbindung der Stadt verkehren täglich Fernzüge nach Vilnius und Regionalzüge, die von der litauischen Eisenbahn (LTG Link) betrieben werden.

### Fernbusverkehr
Der Busbahnhof, von dem die Buslinien nach Šiauliai, Šilutė und Vilnius (über Kaunas), Riga, Liepāja, Polen, Deutschland und Kaliningrad abfahren, liegt direkt neben dem Hauptbahnhof. Außerdem halten viele Busse für den Verkehr auf der Kurischen Nehrung in Smiltynė.

### Fluggesellschaften
Im nördlich von Klaipėda gelegenen Seebad Palanga befindet sich der nächstgelegene Flughafen.
Kleine Maschinen können am Flugplatz Klaipėda starten und landen.

## Wirtschaft
In Klaipėda befindet sich seit 1952 die Werft Vakarų Baltijos laivų statykla, die heute als Zulieferer und Hersteller tätig ist. Insgesamt ist die Wirtschaft der Stadt durch die geografische Lage an der Ostsee deutlich maritim ausgerichtet. Als rechtliche und administrative Erleichterung für Investoren besteht eine Sonderwirtschaftszone, die Freie Wirtschaftszone Klaipėda.

## Sehenswürdigkeiten

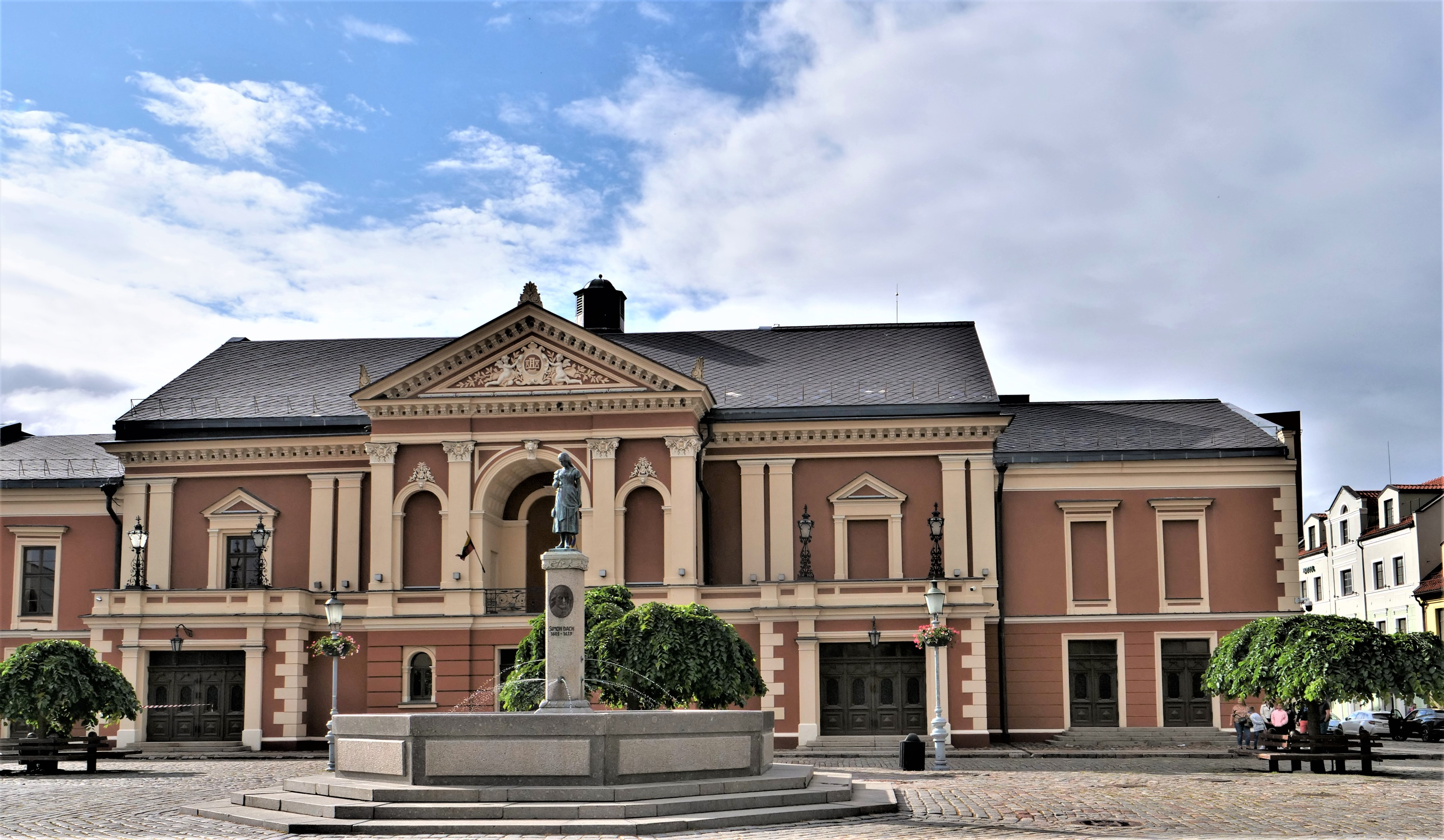
Theaterplatz in Klaipėda

### Alt- und Neustadt
In der Altstadt von Klaipėda sind zahlreiche restaurierte Fachwerkhäuser aus dem 17. bis 19. Jahrhundert erhalten. Das Wahrzeichen der Stadt ist der Simon-Dach-Brunnen mit einer Figur des aus einem Volkslied bekannten Ännchen von Tharau auf dem Theaterplatz in der Altstadt. Hierbei handelt es sich um eine Nachbildung, da das Original direkt nach dem Zweiten Weltkrieg abhandengekommen war.
Im Zuge der Žvejų Straße führt die 1855 erbaute Drehbrücke, auch Kettenbrücke genannt, über den Burgkanal. Dieses technische Denkmal wird auch heute noch von Hand betrieben. Daneben wurde 2010 die Bronzeskulptur „Das schwarze Gespenst“ oder „Der schwarze Geist“ aufgestellt.
Jenseits des Flusses Dange liegt die im 18. und 19. Jahrhundert angelegte Neustadt, welche sich nach dem Zweiten Weltkrieg zum Geschäftszentrum der Stadt entwickelt hat.
In Klaipėda befinden sich außerdem zwei historische Postämter, davon das eine in einem kleinen Altstadthaus, das andere im Stil der norddeutschen Backsteingotik von 1893 mit Jugendstil-Innenausstattung (von Architekt Schoede) mit einem bekannten Glockenspiel befindet sich in der Neustadt. Auf dem Fluss Dange liegt das ehemalige Segelschulschiff Meridianas (heute Restaurant).

Sehenswürdigkeiten in der Altstadt
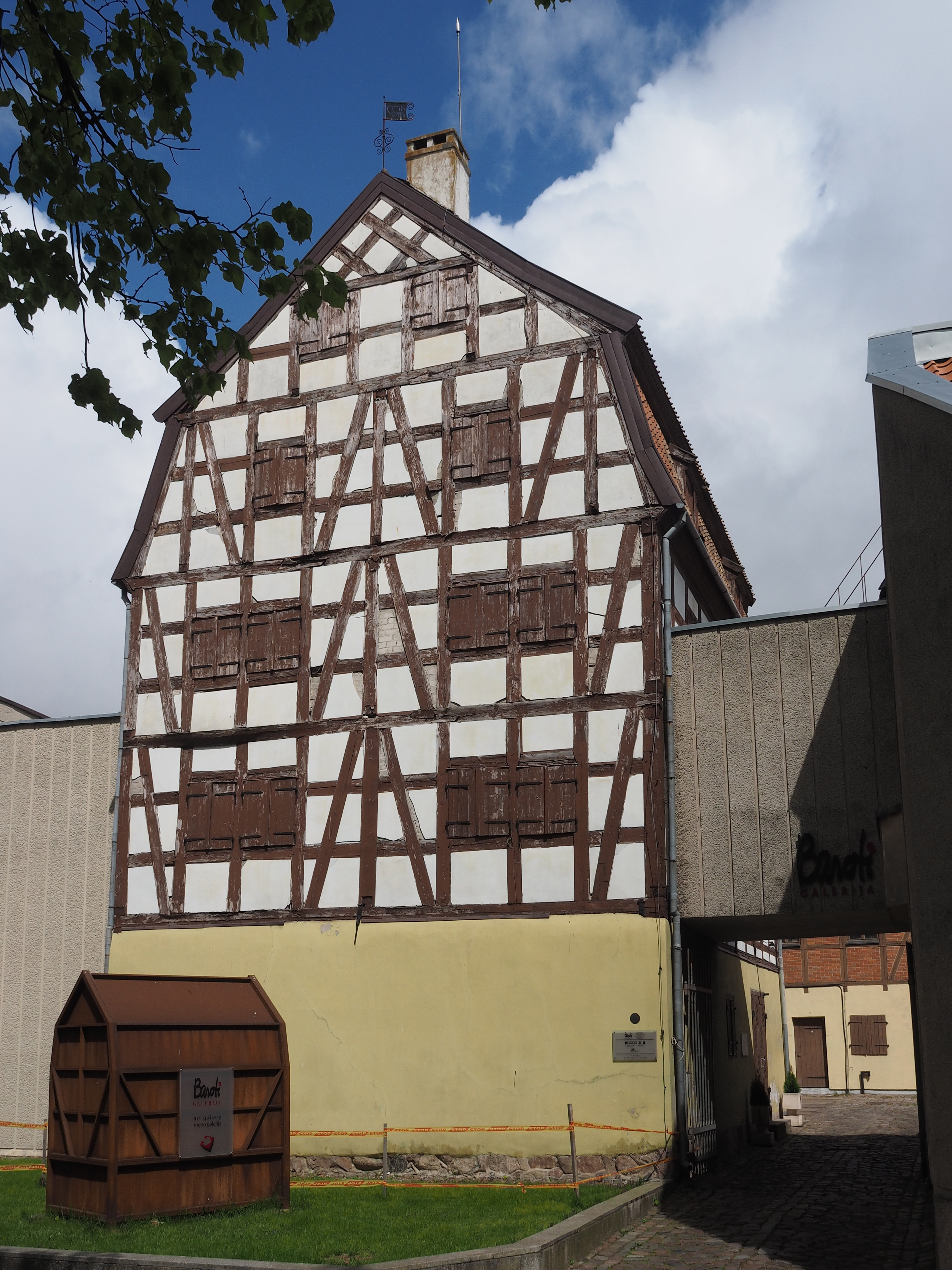
Fachwerkspeicher aus dem 18. Jahrhundert
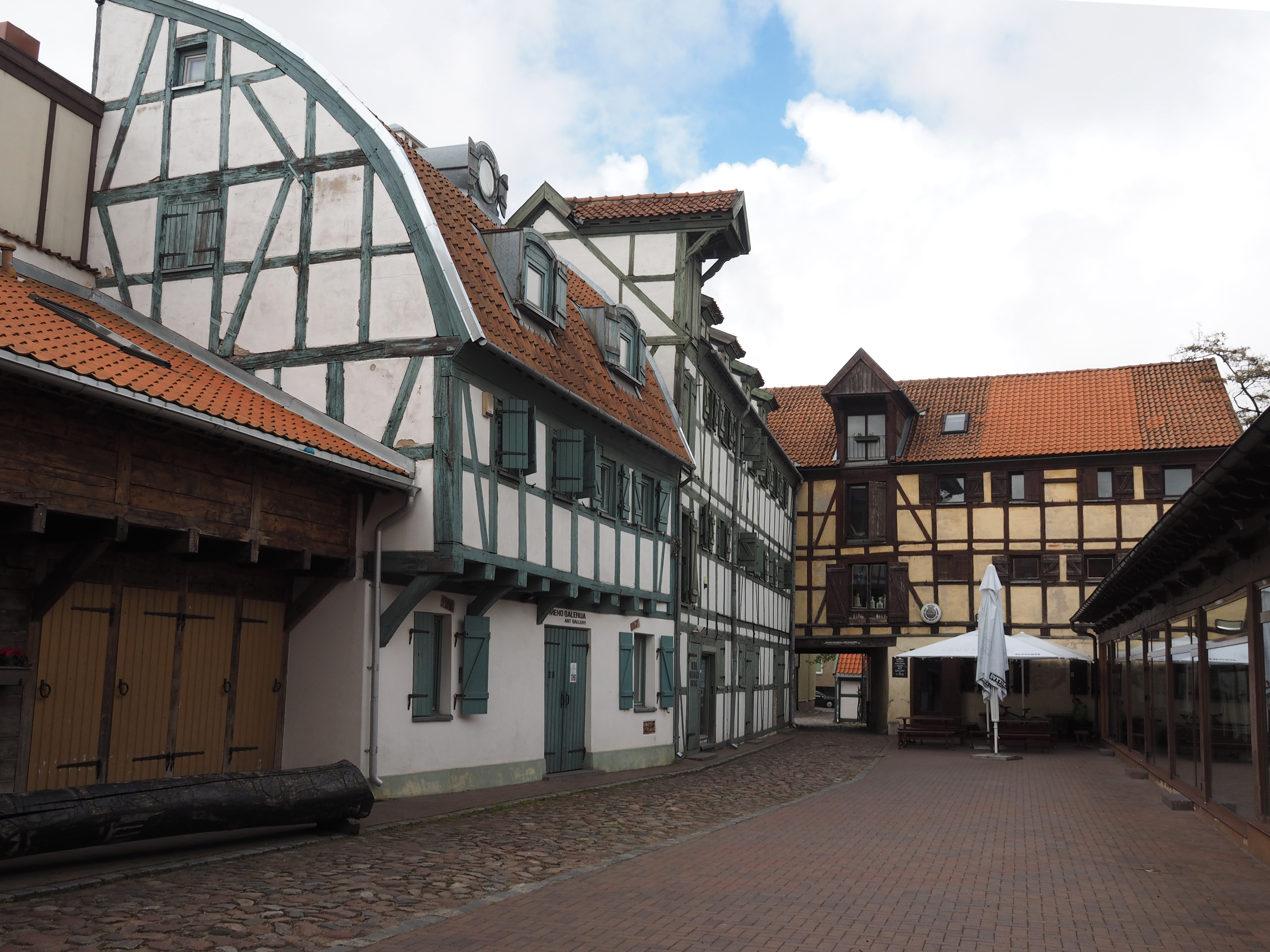
Der Kunsthof, Gebäude aus dem 18. Jahrhundert
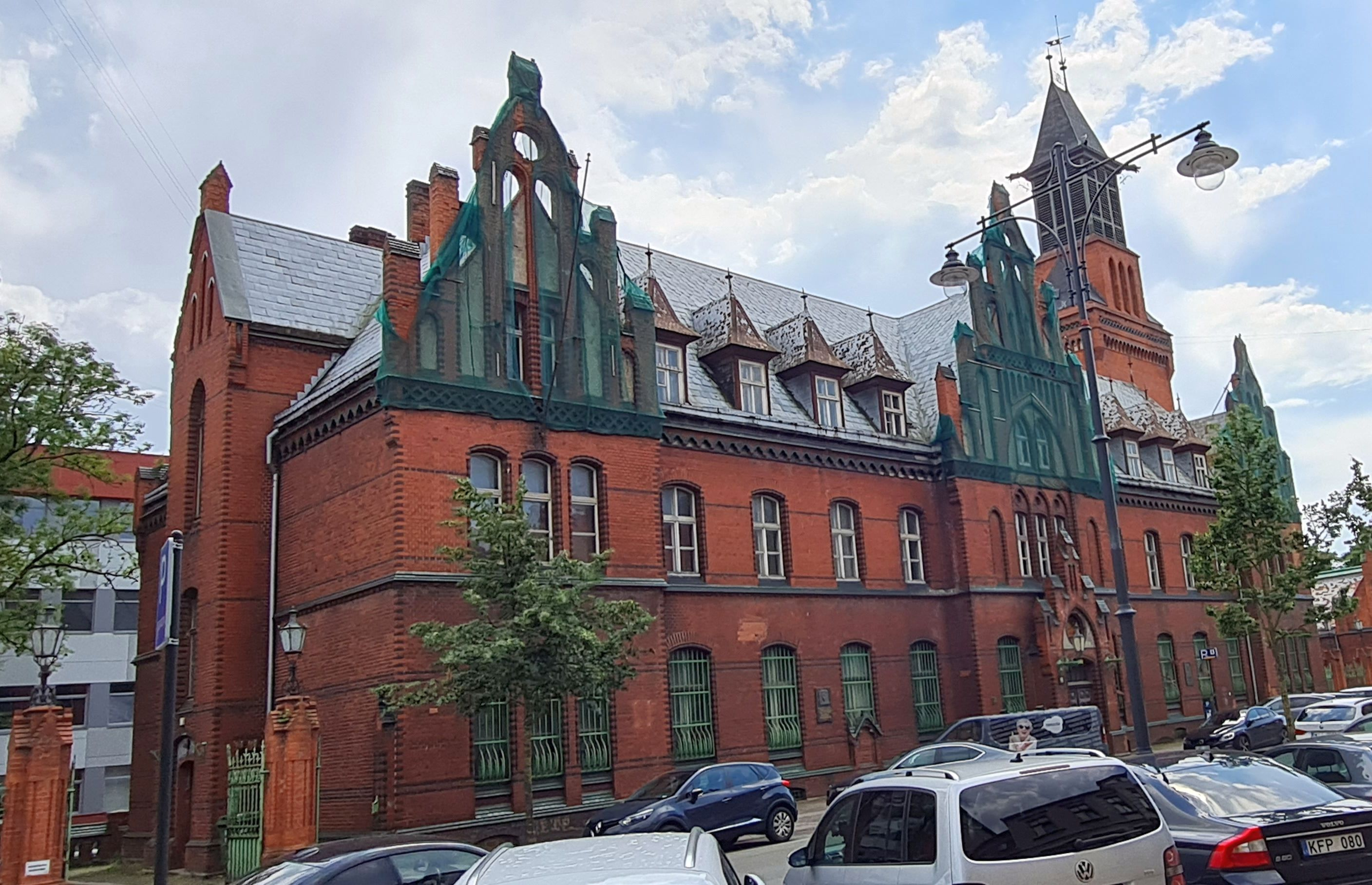
Zentralpostamt Klaipėda
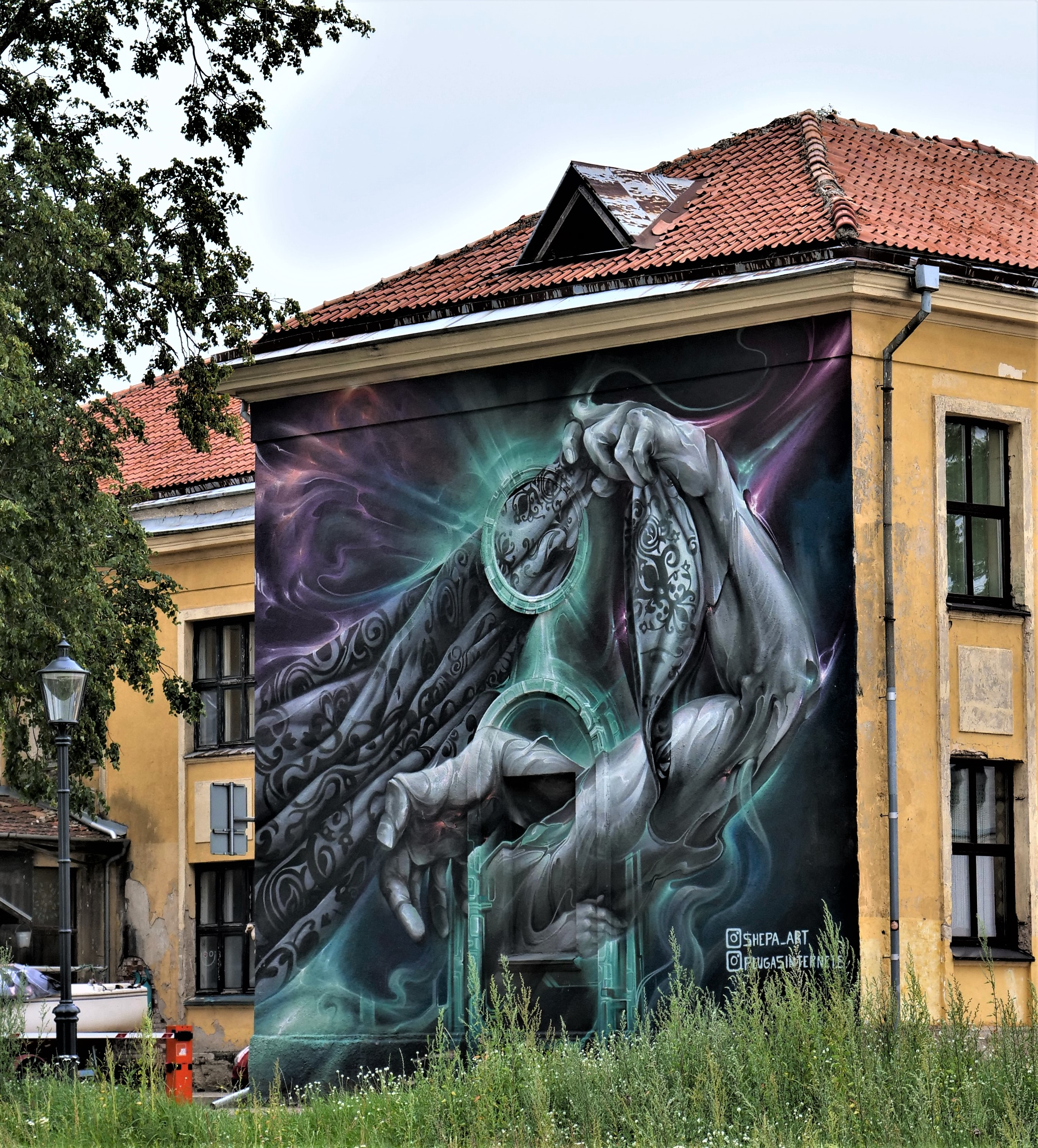
Hauswand-Graffito
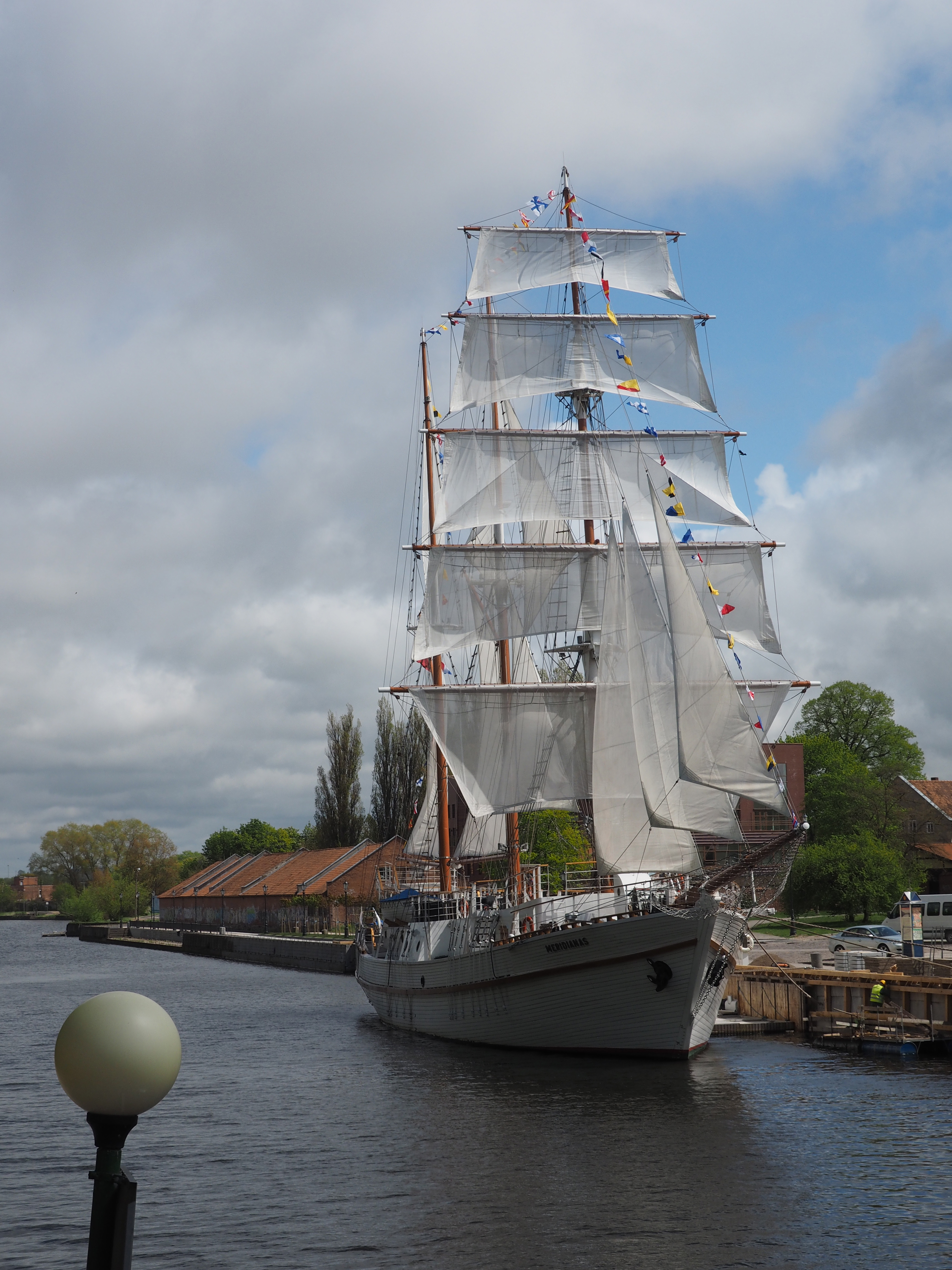
Ehemaliges Segelschulschiff „Meridianas“
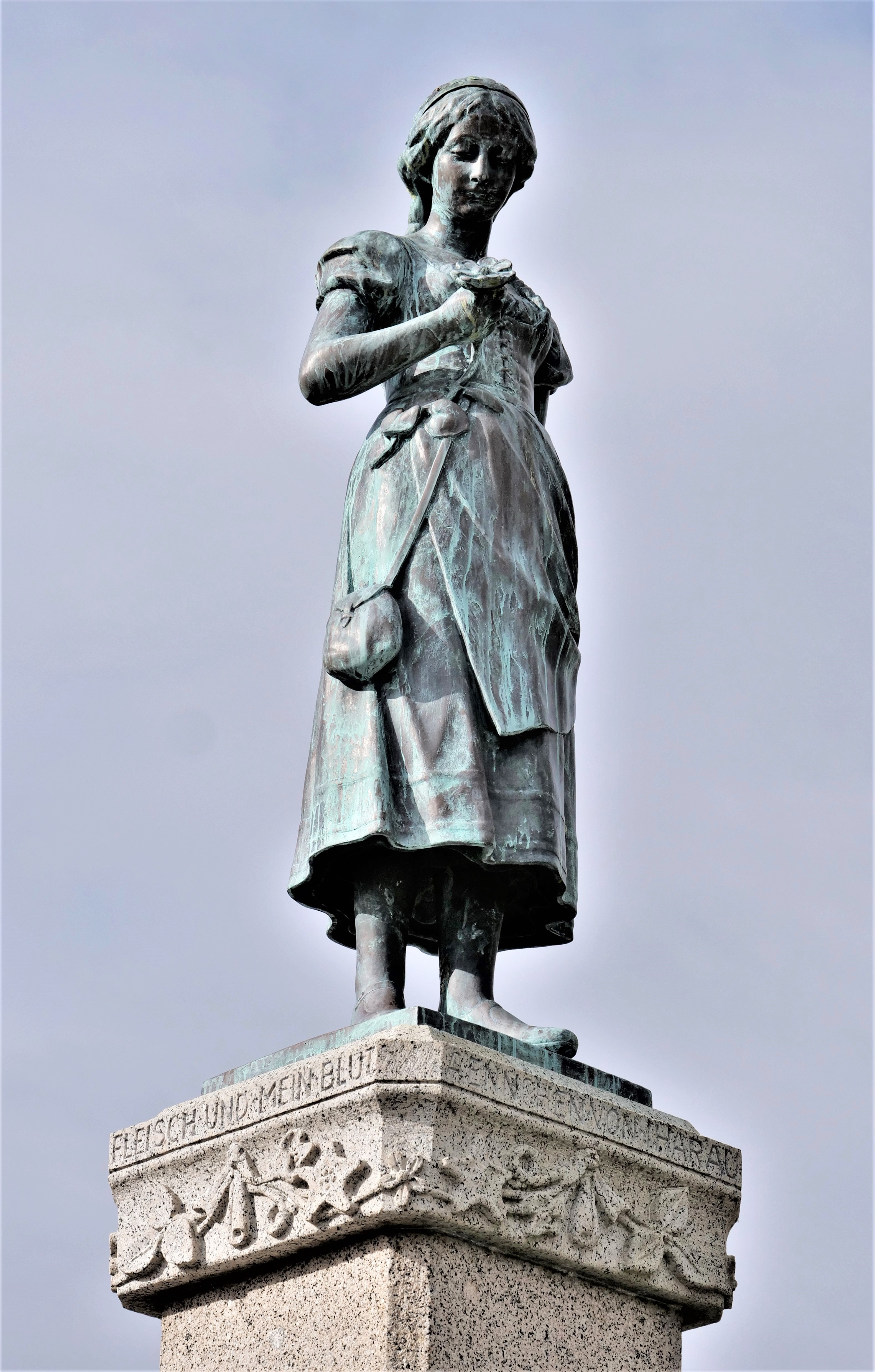
Brunnenfigur des Ännchens von Tharau auf dem Theaterplatz
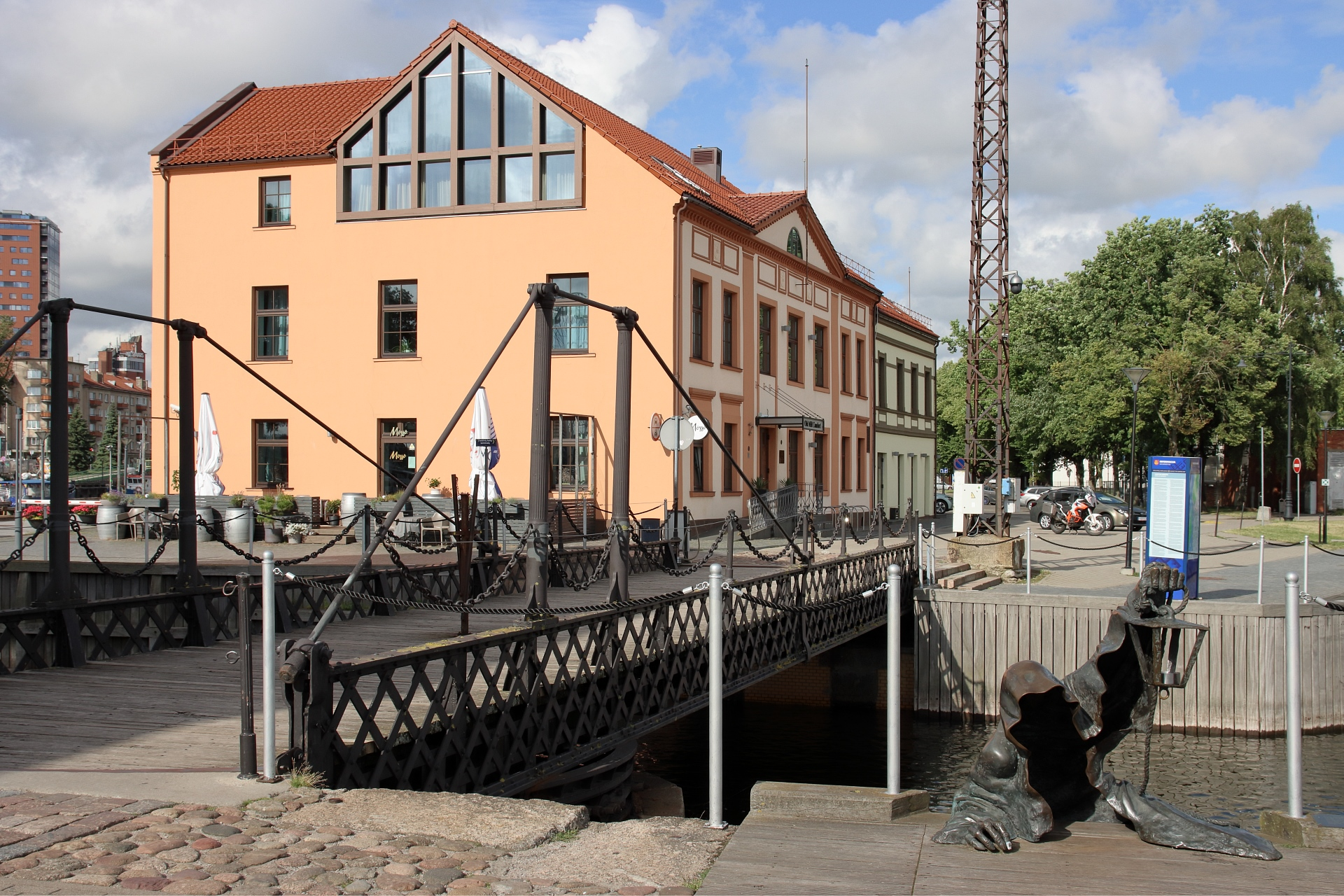
Kettenbrücke und „Das schwarze Gespenst“

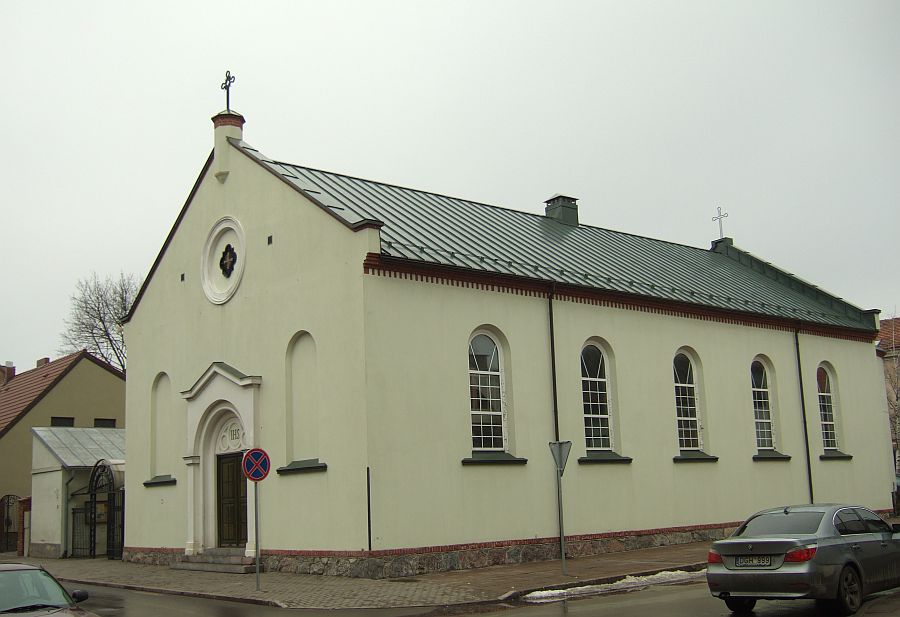
Katholische Christkönigskirche

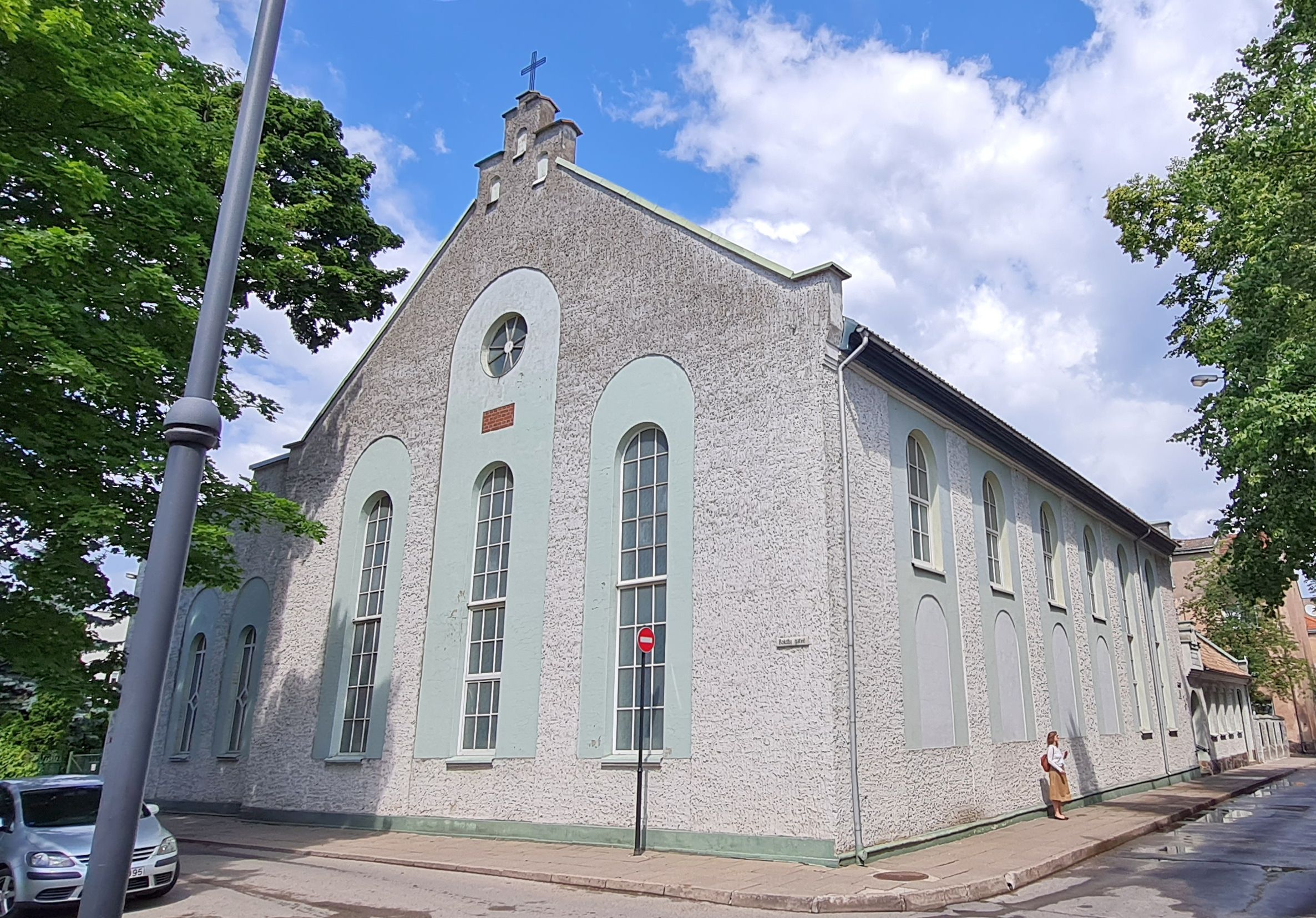
Baptistenkirche Klaipėda

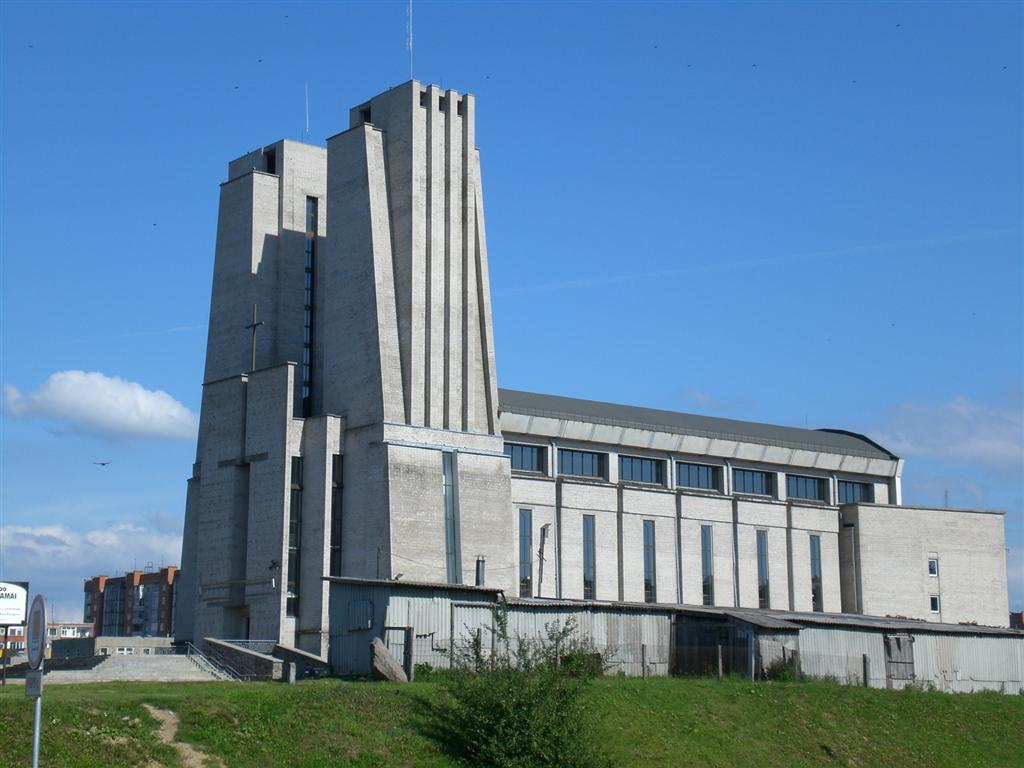
Kirche Josef der Arbeiter

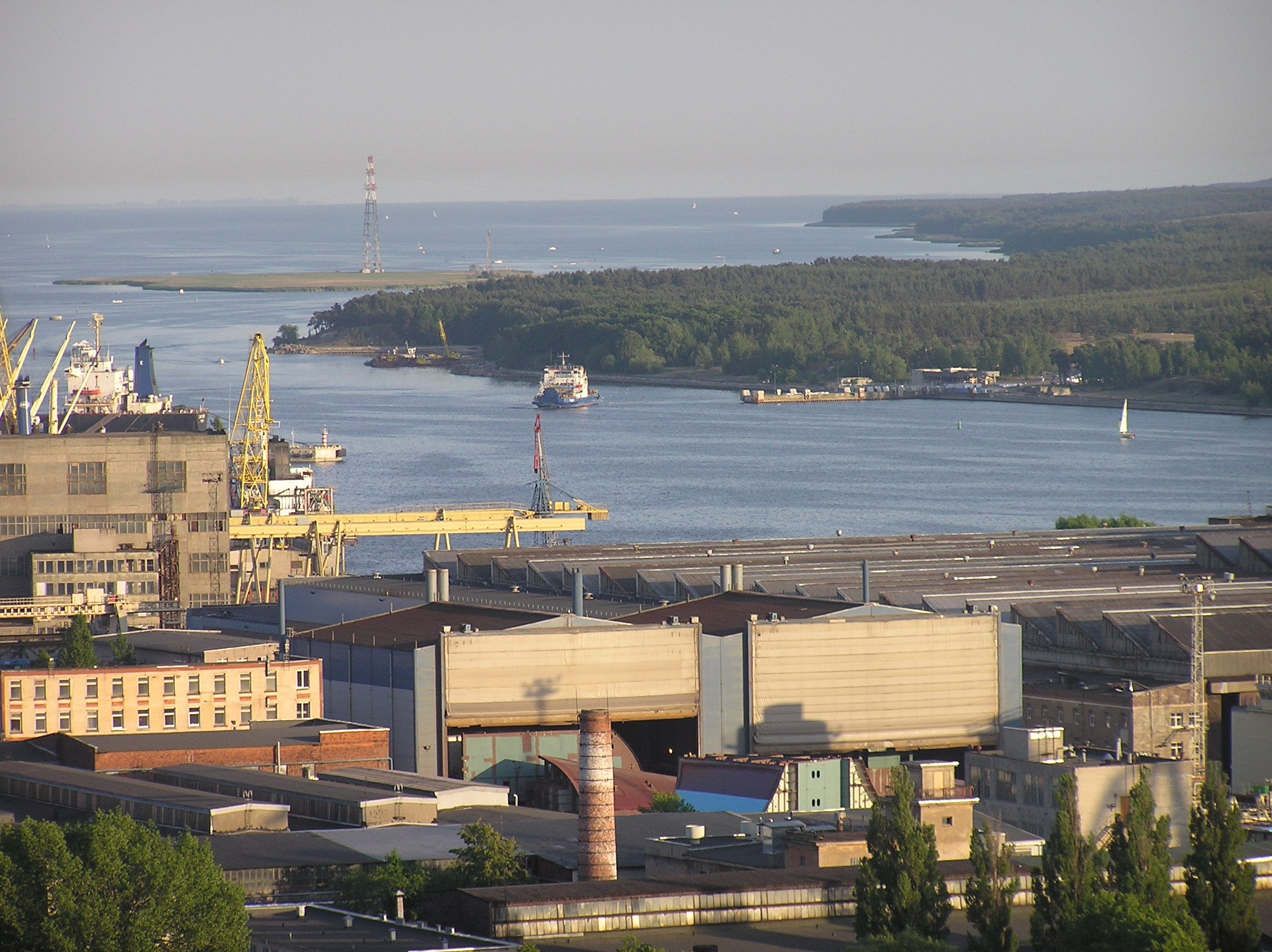
Hafen von Klaipėda

### Kirchen
Nach dem Zweiten Weltkrieg wurden die Ruinen der durch Kriegseinwirkung beschädigten bzw. zerstörten Kirchen abgerissen:
- St. Johannis, eine der ältesten Kirchen Memels für die Deutsch sprechende Memeler Stadtbevölkerung (Stadtkirche)
- St. Nikolai, eine der ältesten Kirchen Memels für die prußisch und kurisch sprechende Landbevölkerung (Landkirche)
- Jakobuskirche, Nachfolgerin der alten Landkirche St. Nikolai, für die baltische Sprachen sprechende Memeler Landbevölkerung
- Reformierte Kirche, hierzu gehörte auch später die Gemeinde der Englischen Kirche
- Parochie Vitte, nur kurze Zeit im Norden von Memel bestehend
- Englische Kirche (English Church)
- Katholische Kirche, für Stadt und Landbereich Memel. Sie wurde 1782 für die eingewanderte žemaitische Bevölkerung gegründet. In den Jahren 1863–1865 wurde in der Töpferstraße eine steinerne Kirche an Stelle einer hölzernen Kapelle nach den Plänen von Baurat Meyer im gotischen Stil als dreischiffige gewölbte Hallenkirche erbaut. Der neue Turm hatte eine Höhe von rund 50 Metern.

Die älteste Memeler Kirche, die 1291 urkundlich erwähnte Marienkirche, brannte 1679 beim Schwedeneinfall ab.
Erhalten sind die heutige katholische Christkönigskirche von 1865 (Kristaus karaliaus baznycia) und die 1851 erbaute Baptistenkirche. Die evangelisch-lutherische Gemeinde nutzt ein ehemaliges Privathaus in der Altstadt.
Die von 1957 bis 1960 errichtete katholische Pfarrkirche Maria Frieden wurde ab 1963 als Philharmonie genutzt und 1988 an die Katholische Gemeinde zurückgegeben.
Die 1991 errichtete katholische Kirche Josef der Arbeiter befindet sich im Süden der Stadt.

### Synagogen
In Memel befanden sich vor dem Zweiten Weltkrieg jüdische Einrichtungen in der
- Wallstraße „polnische Schul“ mit Tauchbad, für die russischen Kaufleute.
- Baderstraße, „Lehrhaus“ für die litauischen Juden, später „Beth-Midrash“.
- Bäckerstraße, Bethaus für die deutschen Juden.
- Kehrwiederstraße, Bethaus für die deutschen Juden.

### Kunst im öffentlichen Raum

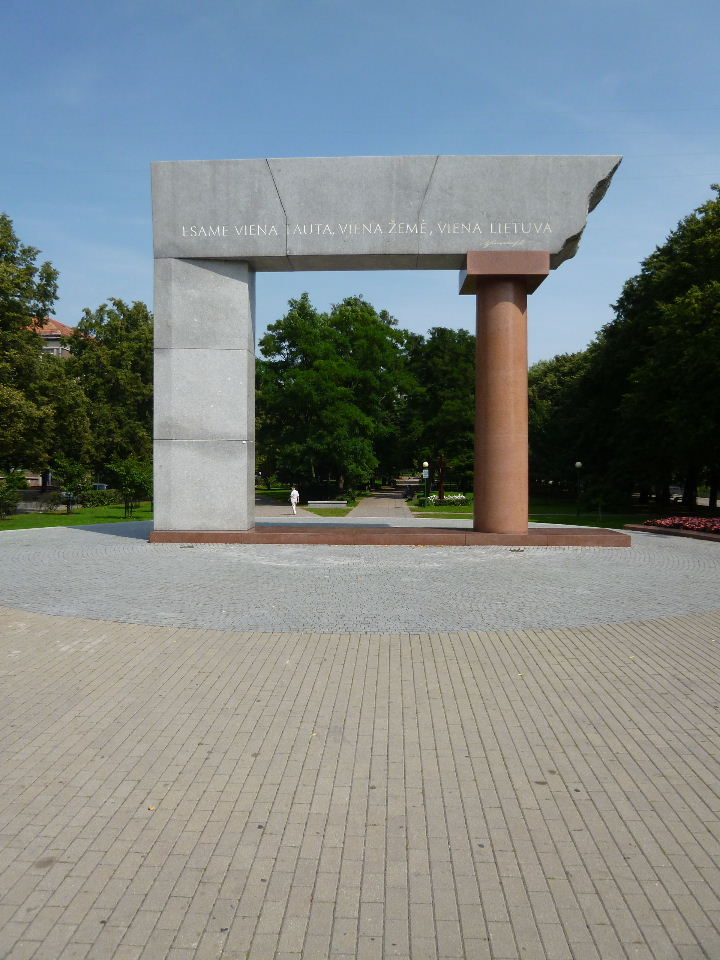
„Arka“ („Der Bogen“)

Klaipėda verfügt über zahlreiche Kunstwerke und Denkmäler im öffentlichen Raum. Verstreut über die Altstadt gibt es kleinere Skulpturen wie den „Krug mit Geld“ und „Das Wundermäuschen“.
Imposant ist „Arka“ („Der Bogen“), der 2003 anlässlich des 85. Jahrestages des Tilsit-Aktes und des 80. Jahrestages der Vereinigung Litauens mit dem Memelgebiet errichtet wurde. Die kleine Säule aus rotem Granit symbolisiert Kleinlitauen, die quadratische graue Granitsäule Litauen. Die Abbruchkante oberhalb der roten Säule symbolisiert das seit 1945 zu Russland gehörende Königsberger Gebiet. Am oberen Teil des Denkmals ist ein Spruch der Schriftstellerin Ieva Simonaitytė eingemeißelt: „Wir sind ein Volk, ein Land, ein Litauen“.
In dem an „Arka“ angrenzenden Park, am rechten Ufer der Dange, findet der Besucher weitere Kunstwerke. Ein paar hundert Meter davon entfernt liegt der Skulpturenpark von Mažvydas, der 1977 anstelle des alten städtischen Friedhofes angelegt wurde. In diesem weitläufigen Park sind mehr als 100 Werke litauischer Bildhauer zu sehen.
„Juodasis Vaiduoklis“, der „schwarze Geist“, ist eine Bronzefigur an der Kettenbrücke, die eine gespenstische Gestalt darstellt, welche laut einer Sage den Burgwächter Hans von der Heide 1595 vor einer Hungersnot gewarnt haben soll.

### Umgebung
Im nahegelegenen Nida (deutsch Nidden), das heute Hauptort der Gemeinde Neringa (Nehrung) auf der Kurischen Nehrung ist, befindet sich das ehemalige Sommerhaus von Thomas Mann. Nördlich von Klaipėda liegt der wichtigste Badeort Litauens, Palanga.

## Kultur
- Staatliches Musiktheater Klaipėda (Opernhaus)
- Dramatheater Klaipėda (Schauspielhaus)

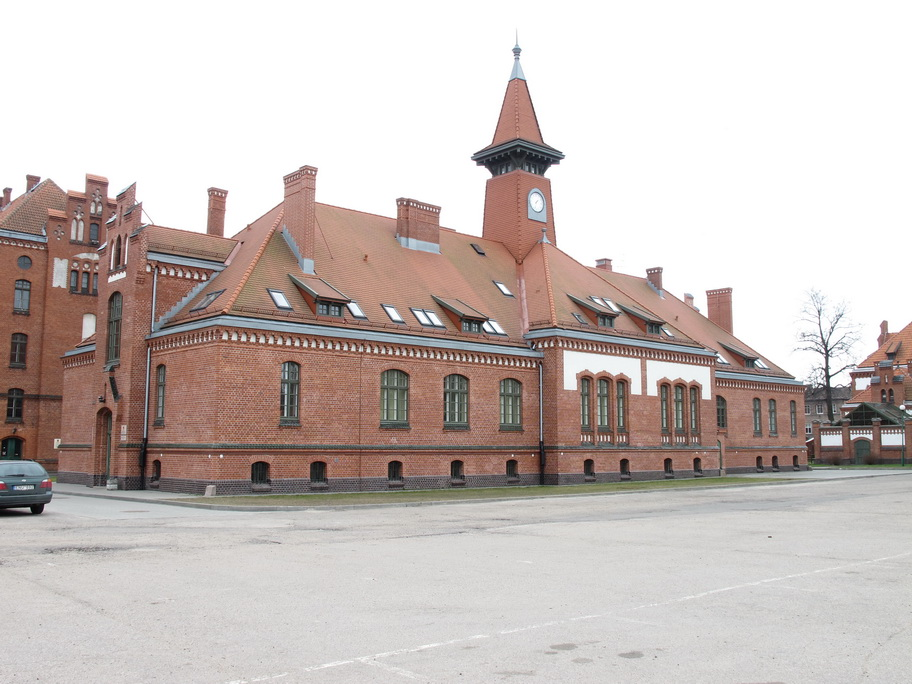
Universität (ehemals preußische Kasernengebäude)

- Kammerorchester Klaipėda
- Camerata Klaipėda
- Klaipėda Castle Jazz Festival
- Historisches Museum Kleinlitauens
- Litauisches Meeresmuseum

## Universitäten und Hochschulen
In Klaipėda/Memel existieren eine Universität, mehrere Fachhochschulen, das Staatliche Kolleg Klaipėda sowie ein bilinguales, deutsch-litauisches Gymnasium, das Hermann-Sudermann-Gymnasium.

## Persönlichkeiten

### Söhne und Töchter der Stadt
- Simon Dach (1605–1659), Dichter, u. a. des Liedes Ännchen von Tharau
- Matthäus Prätorius (1635–1704), evangelischer Pfarrer, Historiker und Ethnograph
- Johan Daniel Berlin (1714–1787), Komponist
- David Bruhn (1727–1782), evangelischer Theologe, Prediger und Kirchenlieddichter
- Johannes Schönherr (1771–1826), protestantischer Theosoph[31]
- Johann Bernhard Anderson (1778–?), Kriegs- und Domänenrat in Königsberg
- Charles Stanislaus Frentzel-Beyme (1788–1860), deutscher Kaufmann und Politiker
- Friedrich Wilhelm August Argelander (1799–1875), Astronom
- Johann August Muttray (1808–1872), Mitglied der Frankfurter Nationalversammlung
- Catharina Julia Roeters van Lennep (1813–1883), niederländische Malerin und Zeichnerin
- Franz Brandstäter (1815–1883), Philologe
- Hermann von Ostrowski (1816–1896), preußischer Generalmajor und Kommandeur der 17. Infanterie-Brigade
- Franz Karl August Boguslaw von Karczewsky (1820–1884), preußischer Generalleutnant und Direktor des Militär-Ökonomiedepartements im Kriegsministerium
- Julius Kröhl (1820–1867), Ingenieur in Amerika, U-Boot-Pionier
- Johanna Hering, verheiratete Salkowsky (1821–1884), Jugendbuch-Autorin
- James Hobrecht (1825–1902), Stadtplaner
- Rudolf Reicke (1825–1905), Philosoph
- Alfred Muttray (1842–1918), Baurat in Danzig
- Bertha Schrader (1845–1920), Malerin, Grafikerin und Lithografin
- Paul Fraiße (1851–1909), Zoologe
- Heinrich Hoeftman (1851–1917), Orthopäde
- Benno Becker (1860–1938), Maler und Akademieprofessor
- Arthur Becker (1862–1933), Politiker, Gutsbesitzer und Landwirt
- Paul Block (1862–1934), Journalist, Theaterkritiker und Schriftsteller
- Elly Bender (1863–1947), Theaterschauspielerin und Opernsängerin
- William Campbell of Breadalbane (1863–1944), preußischer Generalmajor und Kommandeur der 94. Reserve-Infanterie-Brigade
- Hedwig Andersen (1866–1957), Logopädin
- Curt Jany (1867–1945), preußischer General
- Eduard Loch (1868–1945), Philologe und Studentenhistoriker in Königsberg
- Eduard Kado (1875–1946), Maler
- Leon Zeitlin (1876–1967), Wirtschaftsfachmann, preußisches Landtagsmitglied (DDP)
- George Adomeit (1879–1967), Maler in Amerika
- Heinrich Ancker (1886–1960), deutscher Admiral im Zweiten Weltkrieg
- Bernhard Kühl (1886–1946), deutscher General der Flieger im Zweiten Weltkrieg
- Ernst Gronau (1887–1938), Schauspieler
- Siegfried Macholz (1890–1975), deutscher General im Zweiten Weltkrieg
- Ernst Reinke (1891–1943), Politiker (KPD)
- Karl Eulenstein (1892–1981), Maler
- Berthold Mueller (1898–1976), Rechtsmediziner und Hochschullehrer
- David Carlebach (1899–1951), orthodoxer Rabbiner und Pädagoge
- Erich Keßler (1899–1989), Ministerialbeamter
- Gustavas Gvildys (1901–1945), litauisch-deutscher Fußballspieler
- Gerhard Kessler (1903–unbekannt, wahrscheinlich nach 1974), Jurist und Polizei- sowie Gestapobeamter
- Villys Gvildys (1906–unbekannt), litauisch-deutscher Fußballspieler
- Horst Erich Wolter (1906–1984), Typograf, Gebrauchsgrafiker und Buchgestalter
- Walter Mamat (1912–1976), Kunstmaler
- Reinhold Meyer (1912–1992), Präsident des Posttechnischen Zentralamts
- Werner Buxa (1916–1998), Offizier und Autor
- Marie Schumann (1921–2017), Lokalpolitikerin (SPD)
- Karl Heinz Engelin (1924–1986), Bildhauer
- Mascha Rolnikaitė (1927–2016), Autorin und Holocaustüberlebende
- Herbert Schedwill (1927–2015), Ingenieur, Hochschullehrer und Fachbuchautor
- Arno Esch (1928–1951), liberaler Politiker in der Sowjetischen Besatzungszone (SBZ)
- Paul Günter Krohn (1929–1979), Literaturwissenschaftler und Lyriker
- Günter Gräwert (1930–1996), Schauspieler und Regisseur
- Hans-Joachim Zander (1933–2024), Ingenieur und Hochschullehrer
- Dieter Giesing (* 1934), Theaterregisseur
- Harald Mueller (1934–2021), Dramatiker, Hörspielautor und Übersetzer
- Michael Naura (1934–2017), Jazzpianist, Redakteur und Publizist
- Klaus Adomeit (1935–2019), Rechtswissenschaftler, Juraprofessor in Berlin
- Dietmar Willoweit (1936–2023), Präsident der Bayerischen Akademie der Wissenschaften
- Jürgen A. E. Meyer (1937–1989), Arbeits- und Sozialrechtler in Bremen
- Tomas Venclova (* 1937), Dichter, Schriftsteller und Übersetzer
- Jürgen Costede (1939–2021), Rechtswissenschaftler
- Wulf-Dietrich Rose (* 1940), Sachbuchautor und Unternehmer im Bereich der Baubiologie
- Günter Willumeit (1941–2013), Humorist
- Hannes Adomeit (1942–2022), Politikwissenschaftler
- Joachim Bublath (* 1943), Physiker und Fernsehmoderator
- Lena Valaitis (* 1943), Schlagersängerin
- Hans Henning Atrott (1944–2018), Sterbehelfer
- Stefan Schütz (1944–2022), Schriftsteller
- Giedrius Donatas Ašmys (* 1946), Politiker, Bürgermeister von Kaunas von 2002 bis 2003
- Vytautas Grubliauskas (* 1956), Musiker, seit 2011 Bürgermeister von Klaipėda
- Arvydas Pocius (* 1957), litauischer Generalleutnant und Diplomat
- Irina Rozowa (1958–2023), Journalistin und Politikerin
- Leonidas Donskis (1962–2016), Philosoph und Kritiker
- Arvydas Vaitkus (* 1963), Manager, Politiker, Bürgermeister der Stadtgemeinde Klaipėda
- Remigijus Lupeikis (* 1964), Radrennfahrer
- Daiva Petkevičienė (* 1964), Politikerin
- Ingrida Valinskienė (* 1966), Sängerin und Politikerin
- Asta Baukutė (* 1967), Schauspielerin und Politikerin
- Artūras Kasputis (* 1967), Radrennfahrer
- Tomas Žiukas (* 1970), Fußballspieler
- Andrius Bielskis (* 1973), Philosoph
- Eurelijus Žukauskas (* 1973), Basketballspieler
- Visvaldas Kulbokas (* 1974), Diplomat des Heiligen Stuhls und römisch-katholischer Erzbischof
- Giedrius Premeneckas (* 1974), Flottillenadmiral
- Ramūnas Vyšniauskas (* 1976), Gewichtheber
- Tomas Danilevičius (* 1978), Fußballspieler
- Vladimir Smirnov (* 1978), Radrennfahrer
- Vidas Alunderis (* 1979), Fußballspieler
- Vaida Raugelė (* 1979), Politikerin, Vizebürgermeisterin der Stadtgemeinde Klaipėda
- Arvydas Macijauskas (* 1980), Basketballspieler
- Agnė Bilotaitė (* 1982), Politikerin
- Žygimantas Jonušas (* 1982), Basketballspieler
- Tomas Vaitkus (* 1982), Radrennfahrer
- Sergej Maslobojev (* 1987), Mixed Martial Arts, Boxer und Kickboxer
- Audrius Petrošius (* 1988), Politiker und Seimas-Mitglied
- Marius Papšys (* 1989), Fußballspieler
- Edvinas Girdvainis (* 1993), Fußballspieler
- Ruta Mur (* um 1993), Sängerin
- Mindaugas Dumčius (* 1995), Handballspieler
- Audrius Knašas (* 1998), Volleyballspieler

### Personen, die in der Stadt gewirkt haben
- Johann von Tiefen (1440–1497), Hochmeister des Deutschen Ordens
- Friedrich Wilhelm August Argelander (1799–1875), Astronom
- Ludwig Hagen (1829–1892), preußischer Hafen- und Wasserbaumeister
- Isaak Rülf (1831–1902), Rabbiner und Politiker
- Wilhelm Brindlinger (1890–1967), Oberbürgermeister (1931–1944)

### Ehrenbürger
- 2002: Peter Oertling (* 1937), ehemaliger Stadtpräsident der Hansestadt Lübeck[32]

## Partnerschaften
Klaipėda listet folgende vierzehn Partnerstädte auf:
| Stadt          | Land                                       | seit        |
| -------------- | ------------------------------------------ | ----------- |
| Cleveland      | Ohio, Vereinigte Staaten                   | 1992        |
| Debrecen       | Észak-Alföld, Ungarn                       | 1970 / 1989 |
| Gdynia         | Pommern, Polen                             | 1993        |
| Kaliningrad    | Russland                                   | 1993        |
| Karlskrona     | Blekinge, Schweden                         | 1989        |
| Kotka          | Kymenlaakso, Finnland                      | 1994        |
| Køge           | Sjælland, Dänemark                         | 1995        |
| Kuji           | Tōhoku, Japan                              | 1989        |
| Liepāja        | Kurzeme, Lettland                          | 1997        |
| Lübeck         | Schleswig-Holstein, Deutschland            | 1990        |
| Mannheim       | Baden-Württemberg, Deutschland             | 1915 / 2002 |
| Mahiljou       | Belarus                                    | 1997        |
| North Tyneside | North East England, Vereinigtes Königreich | 1995        |
| Odessa         | Ukraine                                    | 2004        |
| Qingdao        | Ostchina, Volksrepublik China              | 2004        |
| Sassnitz       | Mecklenburg-Vorpommern, Deutschland        | 2013        |
| Stettin        | Westpommern, Polen                         | 2002        |
| Tscherepowez   | Wologda, Russland                          | 1992        |